# 10. September
Der 10. September ist der 253. Tag des gregorianischen Kalenders (der 254. in Schaltjahren), somit bleiben 112 Tage bis zum Jahresende.

## Ereignisse

### Politik und Weltgeschehen

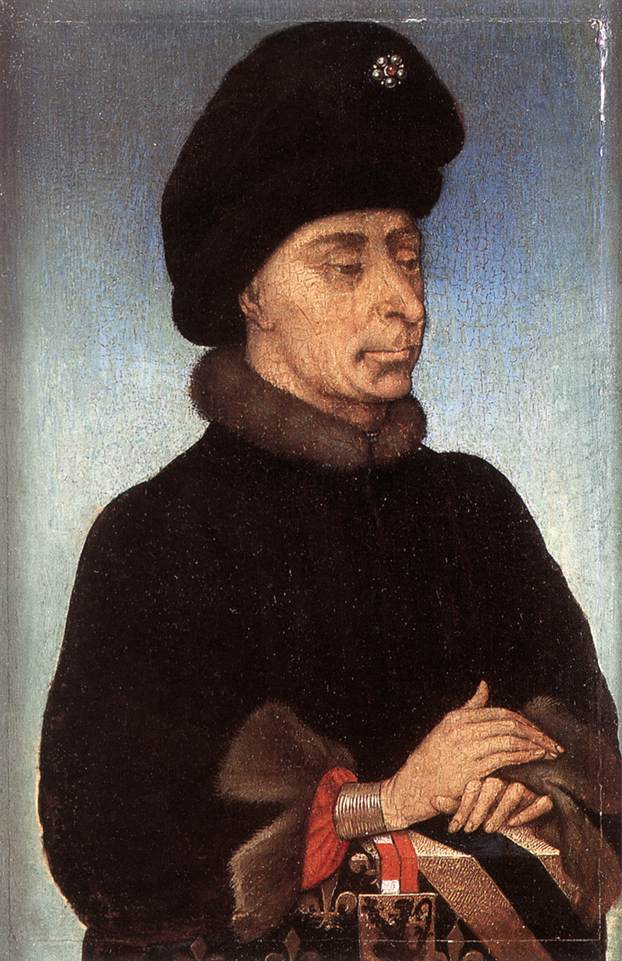
1419: Johann Ohnefurcht

- 1419: Die Ermordung des burgundischen Herzogs Johann Ohnefurcht auf der Brücke von Montereau-Fault-Yonne mit Wissen des Dauphins Karl unterminiert Friedensansätze im französischen Bürgerkrieg der Armagnacs und Bourguignons. Burgund verbündet sich in der Folge mit England.
- 1481: Ein neapolitanisches Heer erobert die italienische Stadt Otranto zurück, die im Jahr zuvor im Otranto-Feldzug der Osmanen an jene gefallen war.
- 1547: England besiegt Schottland in der Schlacht bei Pinkie Cleugh vernichtend. Die schottische Königin Maria Stuart wird in der Folge nach Frankreich in Sicherheit gebracht.
- 1708: In der Schlacht bei Moljatitschi im Großen Nordischen Krieg gelingt es der zaristischen Armee nicht, das kleinere schwedische Heer zu schlagen.
- 1721: Der Frieden von Nystad beendet den Großen Nordischen Krieg zwischen Schweden und Russland. Der Gebietszuwachs im Baltikum lässt Russland zur europäischen Großmacht reifen, während Schweden sein machtpolitisches Gewicht einbüßt.
- 1759: Im Stettiner Haff verliert Preußen im Siebenjährigen Krieg die erste Seeschlacht gegen eine überlegene schwedische Flotte.
- 1798: Eine spanische Flottille wird vor Britisch-Honduras in der Schlacht von St. George’s Caye mit Unterstützung der Royal Navy von britischen Siedlern besiegt. In der Folge unterbleiben weitere Versuche Spaniens, das Gebiet in seinen Machtbereich zurückzuholen.

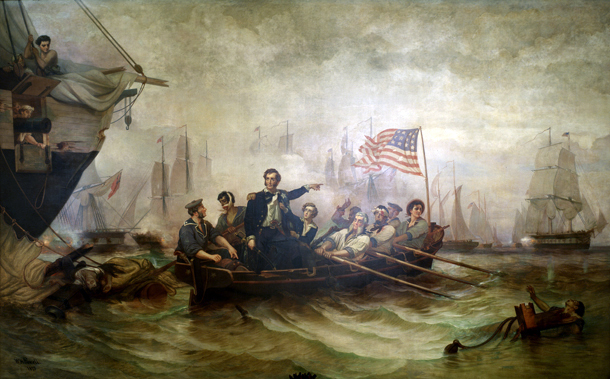
1813: Schlacht auf dem Eriesee

- 1813: Die Amerikaner besiegen während des Britisch-Amerikanischen Krieges in der Schlacht auf dem Eriesee ein britisches Flottengeschwader und zwingen die Briten damit zur Aufgabe Detroits und der gesamten Eroberungen von 1812.
- 1861: In der Schlacht bei Carnifex Ferry im Amerikanischen Bürgerkrieg besiegen die Unionstruppen unter William Starke Rosecrans die Konföderierten und erobern die Herrschaft über das Kanawha-Tal im westlichen Virginia zurück.
- 1898: Der Anarchist Luigi Lucheni sticht in Genf Elisabeth, Kaiserin von Österreich und Königin von Ungarn, genannt Sisi, nieder.

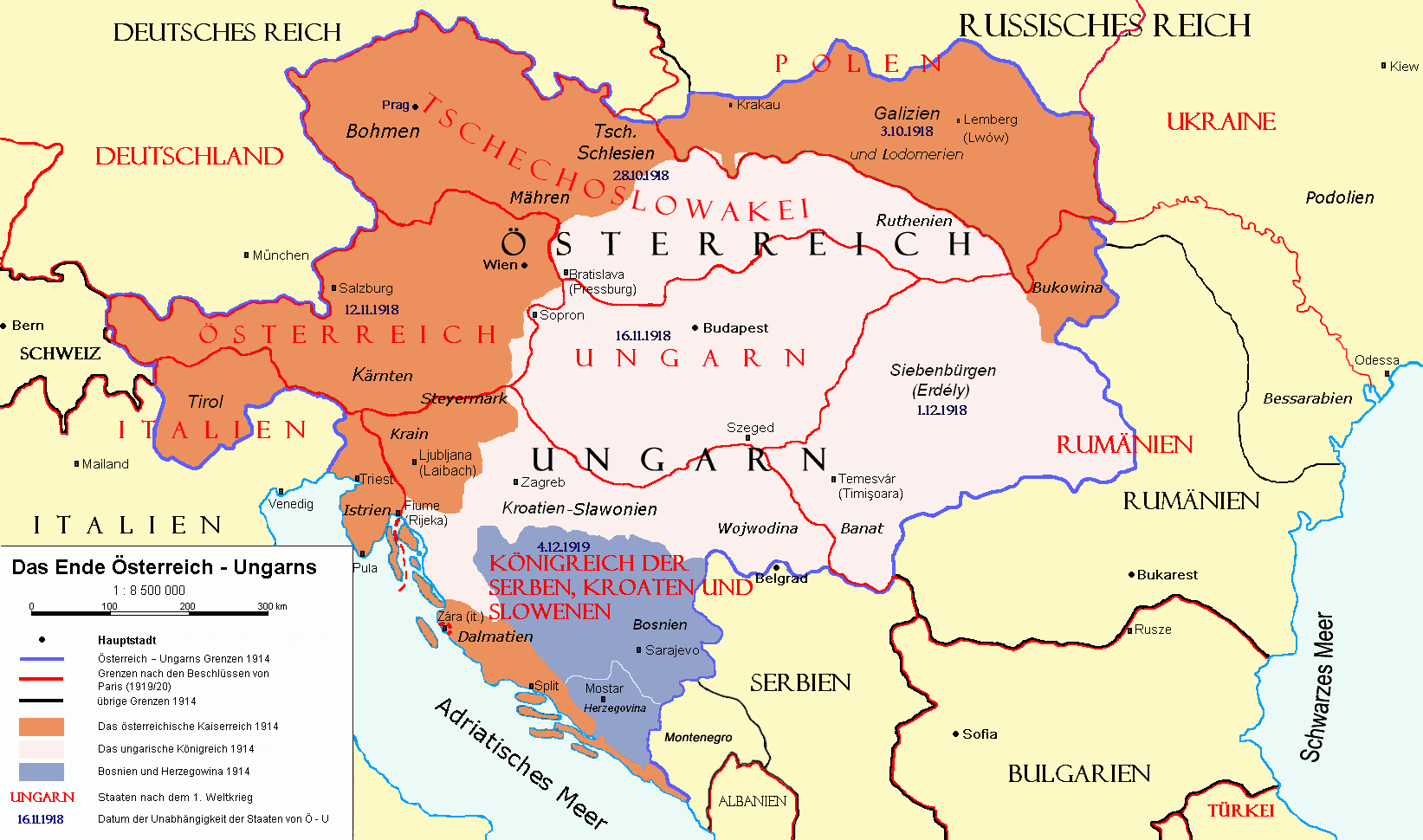
1919: Die territoriale Aufteilung Österreich-Ungarns

- 1919: Der Friedensvertrag von Saint-Germain-en-Laye wird unterzeichnet. Er regelt nach dem Ersten Weltkrieg die Auflösung des Kaiserreiches Österreich-Ungarn und die Bedingungen für die neue Republik Österreich. Unter anderem darf der Name Deutschösterreich nicht mehr geführt werden, auch wird der Anschluss an die Weimarer Republik verboten.
- 1926: Die deutsche Delegation zieht in die Versammlung des Völkerbundes ein. Damit treten die Verträge von Locarno in Kraft.
- 1933: Ramón Grau San Martín wird neuer Staatschef von Kuba.
- 1939: Kanada erklärt Deutschland den Krieg.
- 1941: Die seit 10. Juli dauernde Kesselschlacht bei Smolensk während des Unternehmens Barbarossa im Zweiten Weltkrieg endet mit einem Sieg der deutschen Wehrmacht über die Rote Armee.
- 1941: In Moskau beginnt der Deutsche Volkssender seine Hörfunksendungen in deutscher Sprache. Informationen und Propaganda sollen im Reich zum Widerstand gegen die Nationalsozialisten ermutigen.
- 1943: Die Wehrmacht leitet den Fall Achse ein und besetzt Rom.
- 1944: Das von Deutschland okkupierte Großherzogtum Luxemburg wird von amerikanischen Truppen befreit.
- 1945: In der britischen Hauptstadt London tritt der Rat der Außenminister der vier Großmächte (USA, UdSSR, Großbritannien, Frankreich) zu seiner ersten Tagung zusammen; sie dauert bis zum 2. Oktober. Während der Zusammenkunft kommt es zu ersten offiziellen Auseinandersetzungen zwischen der UdSSR und den Westmächten über die deutsche Frage.
- 1952: Das Luxemburger Abkommen, in dem sich die Bundesrepublik Deutschland aufgrund der Judenvernichtung in der NS-Zeit zu globalen Entschädigungsleistungen an Israel und die Jewish Claims Conference verpflichtet, wird unterzeichnet.
- 1952: In Straßburg tritt erstmals die Gemeinsame Versammlung der Montanunion, Vorläuferin des Europäischen Parlaments, zusammen.
- 1964: In Köln trifft der millionste Gastarbeiter der Bundesrepublik Deutschland, der Portugiese Armando Rodrigues de Sá, ein. Er erhält bei seiner Ankunft ein Moped als Geschenk.
- 1967: Die Bevölkerung von Gibraltar entscheidet sich in einem Referendum mehrheitlich klar für einen Verbleib im Vereinigten Königreich.
- 1974: Im Anschluss an die Nelkenrevolution erkennt die Kolonialmacht Portugal Guinea-Bissaus bereits ein Jahr zuvor proklamierte Unabhängigkeit an.
- 1977: Hamida Djandoubi wird als letzter Mensch in Frankreich mit der Guillotine enthauptet.
- 1980: Libyen und Syrien kündigen den Zusammenschluss zu einem Einheitsstaat an.

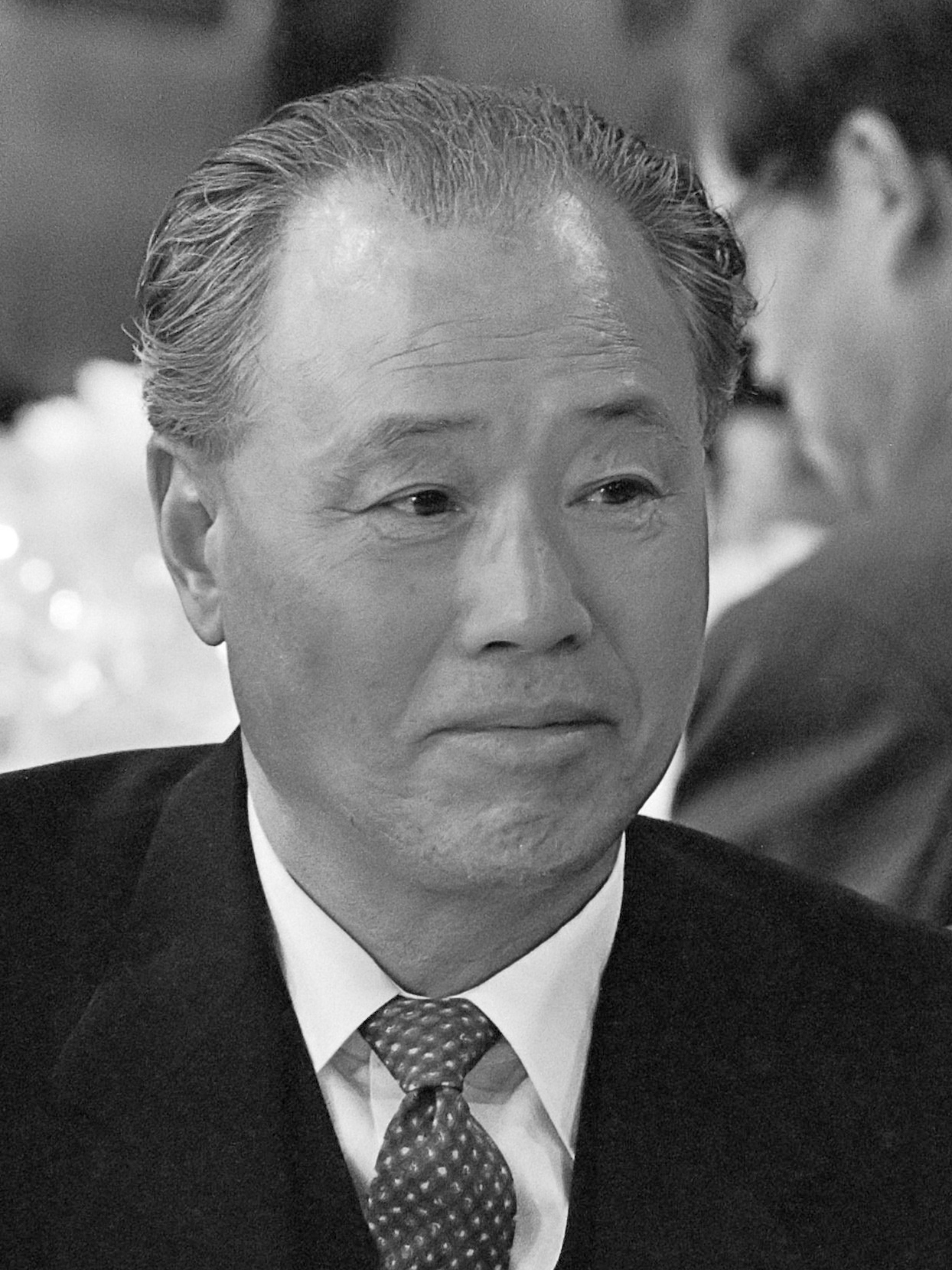
1980: Zhao Ziyang

- 1980: Sein bisheriger Stellvertreter Zhao Ziyang übernimmt das Amt des Premierministers in der Volksrepublik China vom zurückgetretenen Hua Guofeng.
- 1989: Das dem DDR-Regime kritisch gegenüberstehende Neue Forum wird in Ost-Berlin gegründet.
- 1990: Der Friedensplan der Vereinten Nationen für Kambodscha wird durch die kambodschanischen Parteien in Jakarta angenommen.
- 1990: Bundeskanzler Helmut Kohl und Michail Gorbatschow, Staatspräsident der Sowjetunion, einigen sich telefonisch über den Abzug der sowjetischen Besatzungstruppen gegen finanzielle Unterstützung der Bundesregierung. Dies ebnet den Weg zum Abschluss des Zwei-plus-Vier-Vertrages und des Aufenthalts- und Abzugsvertrages.
- 1996: Die Mehrheit der UNO-Vollversammlung stimmt einem Abkommen über den Stopp von Atomtests (CTBT-Abkommen) zu.
- 2002: Die Schweiz wird offizielles Mitglied der Vereinten Nationen.
- 2003: Mijailo Mijailović sticht in einem Stockholmer Kaufhaus Schwedens Außenministerin Anna Lindh nieder, welche am Tag darauf ihren schweren Verletzungen erliegt.
- 2006: Die sozialistische Partei von Milo Đukanović gewinnt die ersten Wahlen im Land Montenegro.
- 2006: Die Piratenpartei Deutschland wird in Berlin gegründet.
- 2012: Hassan Sheikh Mohamud wird in einer Stichwahl zum neuen Staatspräsidenten Somalias gewählt.

### Wirtschaft

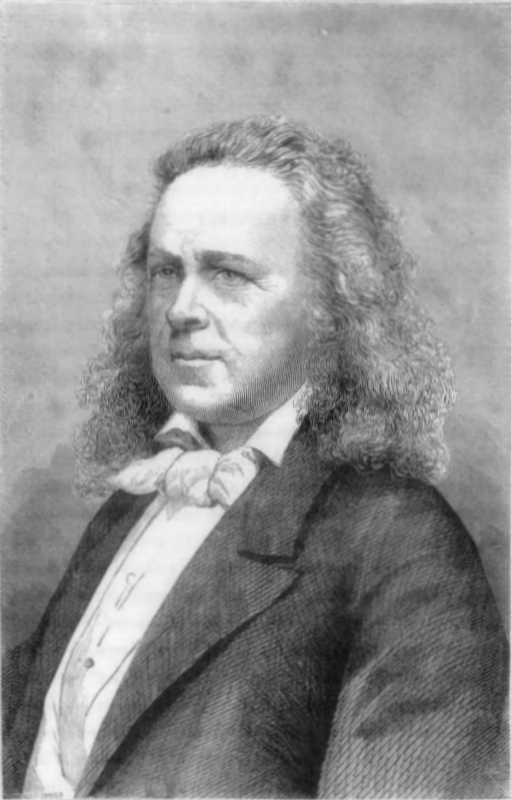
1846: Elias Howe

- 1846: Elias Howe erhält in den USA ein Patent auf seine Nähmaschine.
- 1915: In Frankreich wird die satirische Wochenzeitung Le Canard enchaîné gegründet.
- 1947: Mit 140.000 Losen und einem Höchstgewinn von 250.000 Reichsmark nimmt die Süddeutsche Klassenlotterie in der US-Besatzungszone ihren Lotteriebetrieb auf.

### Wissenschaft und Technik
- 1542: Orientiert am Modell der Universität von Paris wird die Universität Saragossa mit Billigung des spanischen Königs Karl I. gegründet.
- 1794: Als Blount College wird die University of Tennessee ins Leben gerufen.
- 1811: Jöns Jakob Berzelius erfindet die Symbolschreibweise für chemische Elemente, wie sie auch in der Summenformel verwendet wird.
- 1858: George Mary Searle entdeckt den Asteroiden Pandora.
- 1912: Die University of Memphis entsteht als West Tennessee State Normal School.
- 1991: Der Trockenkühlturm des stillgelegten Hochtemperaturreaktors THTR-300 in Hamm-Uentrop wird gesprengt.
- 2004: In Zwickau wird das grunderneuerte August-Horch-Museum zum Thema Automobilbau eröffnet.
- 2008: In der Forschungseinrichtung CERN bei Genf wird der Large Hadron Collider (LHC), der größte Teilchenbeschleuniger der Welt, in Betrieb genommen.

### Kultur

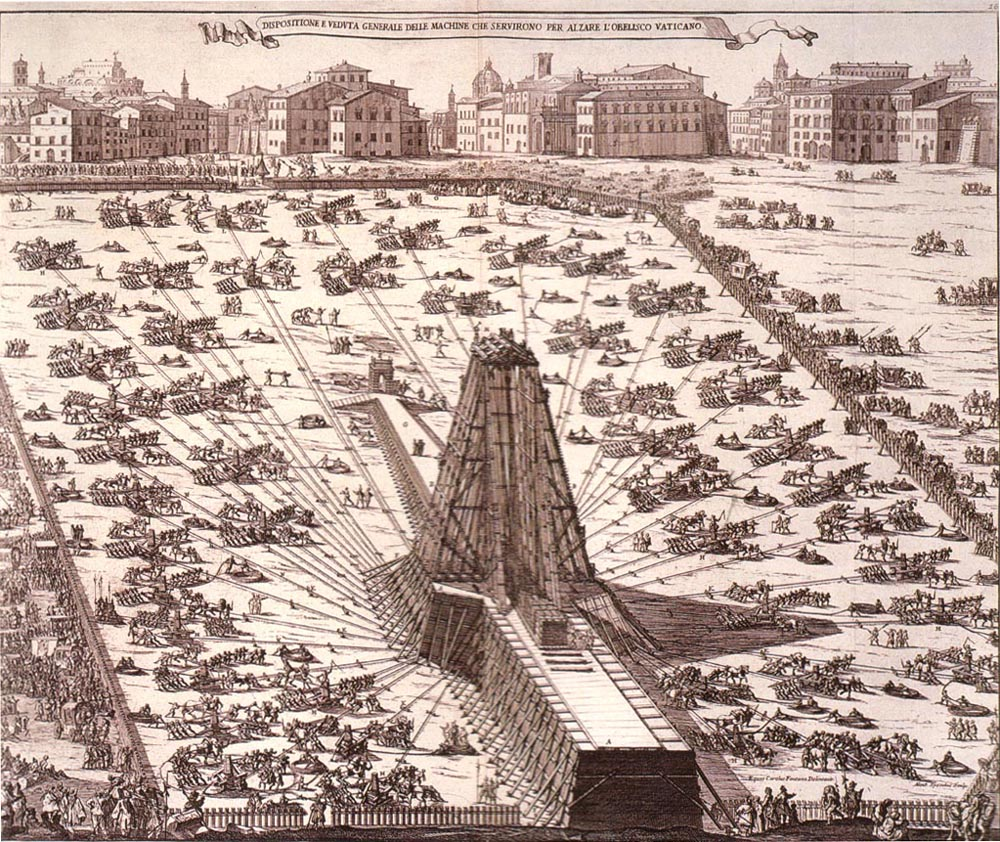
1586: Aufstellung des Obelisken in Rom

- 1586: Unter der Regie von Domenico Fontana wird vor dem Petersdom, auf dem heutigen Petersplatz, in Rom ein Obelisk aufgestellt. Papst Sixtus V. hat ihn aus dem Zirkus des Nero herbeitransportieren lassen.
- 1788: Die Uraufführung der Oper Il Talismano von Antonio Salieri findet am Burgtheater in Wien statt.
- 1808: Die Uraufführung der komischen Oper Linnée ou Les Mines de Suède von Victor Dourlen findet an der Opéra-Comique in Paris statt.
- 1947: Die literarische Vereinigung Gruppe 47 wird gegründet.
- 1949: 2. Deutsche Kunstausstellung in Dresden eröffnet.
- 1971: Die Uraufführung der Oper Beatrice Cenci von Alberto Ginastera findet im John F. Kennedy Center for the Performing Arts in Washington, D. C. statt.

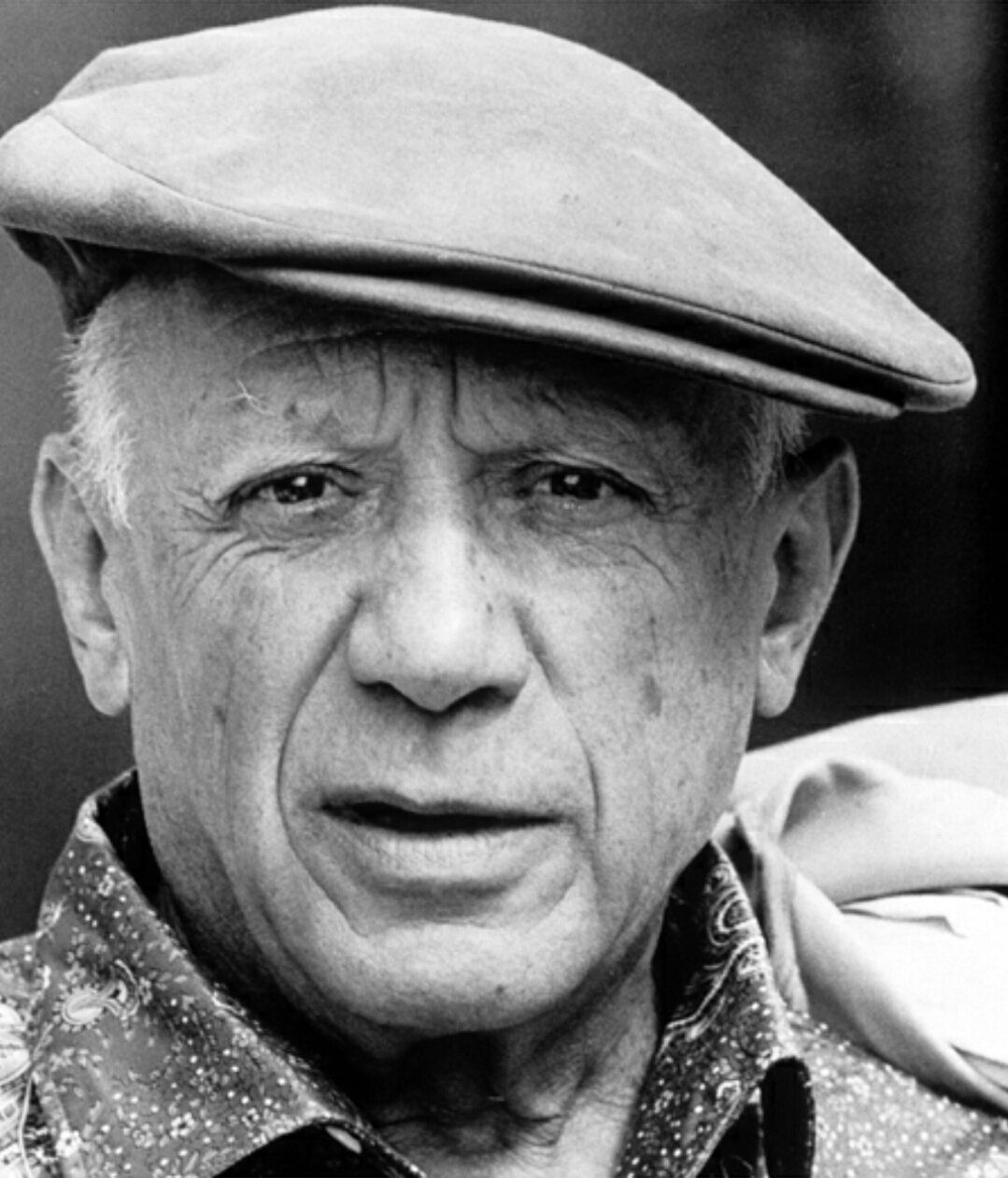
1981: Pablo Picasso

- 1981: Pablo Picassos Gemälde Guernica wird nach Spanien überführt – der Maler hatte verfügt, dass dies erst nach Wiedererrichtung der Demokratie geschehen dürfe.
- 1990: Die erste Episode der Fernsehserie Der Prinz von Bel-Air mit Will Smith in der Hauptrolle wird in den USA ausgestrahlt.
- 1991: Nirvana veröffentlicht mit Smells Like Teen Spirit die erste Singleauskopplung aus dem Album Nevermind. Der Song wird zur Hymne einer Generation und begründet den Siegeszug des Grunge.
- 1993: Die erste Episode der Fernsehserie Akte X – Die unheimlichen Fälle des FBI mit David Duchovny und Gillian Anderson in den Hauptrollen wird in den USA ausgestrahlt.
- 1993: Die Single Schrei nach Liebe der wiedergegründeten Berliner Punkrockband Die Ärzte erscheint.

### Gesellschaft
- 1945: Einem Farmer in Colorado misslingt das Köpfen eines seiner Hähne, den er daraufhin mehrere Monate lang als „Attraktion“ vermarktet.

### Religion
- 0422: Coelestin I. wird zum Bischof von Rom gewählt.
- 0506: Die Synode von Agde endet. Die katholischen Diözesen im von Westgoten regierten Teil Galliens werden stärker zusammengeschlossen.
- 1874: Papst Pius IX. verbietet in der Bulle Non expedit den italienischen Katholiken, aktiv oder passiv an Wahlen teilzunehmen.
- 1933: Das Reichskonkordat, welches das Verhältnis zwischen dem Deutschen Reich und der katholischen Kirche regelt, wird von Papst Pius XI. ratifiziert.
- 1982: Mit der Bascharat-Moschee der Ahmadiyya-Muslim-Gemeinde wird im andalusischen Pedro Abad der erste Moscheenneubau in Spanien seit dem Mittelalter eröffnet.
- 1990: Die Basilika Notre-Dame de la Paix in Yamoussoukro, Elfenbeinküste, eine der größten Kirchen der Welt, die auf Erlass von Félix Houphouët-Boigny vom Architekten Pierre Fakhoury nach dem Vorbild des Petersdoms erbaut worden ist, wird von Papst Johannes Paul II. geweiht.

### Katastrophen

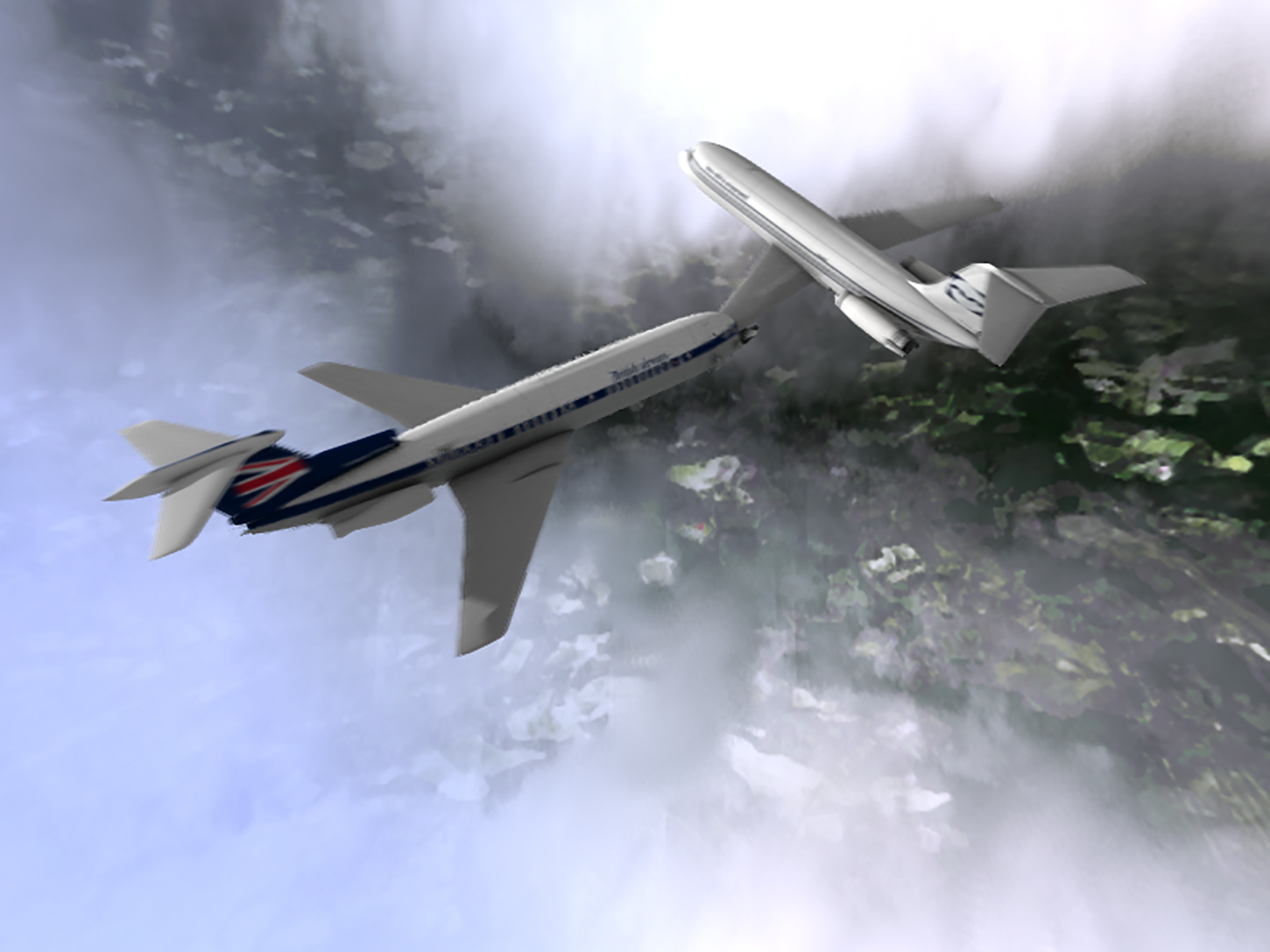
1976: nachgestellte Kollision

- 1943: Ein Erdbeben der Stärke 7,4 in Tottori, Japan, führt zu 1190 Todesopfern.
- 1976: Bei der Flugzeugkollision von Zagreb stoßen eine Douglas DC-9 der jugoslawischen Inex Adria Aviopromet und eine Hawker Siddeley HS-121 Trident der British Airways in der Luft zusammen. Von den 176 Toten sind 107 Deutsche.
- 1989: Ein bulgarischer Schlepper kollidiert auf der Donau bei Galați bei widriger Sicht mit dem rumänischen Fahrgastschiff Mogoșoaia. Die Schiffshavarie hat 207 Tote zur Folge.
- 2011: Beim Untergang der tansanischen Fähre Spice Islander I zwischen den Inseln Unguja und Pemba im Sansibar-Archipel kommen fast 3000 Menschen ums Leben.

Kleinere Unglücksfälle sind in den Unterartikeln von Katastrophe und in der Liste von Katastrophen aufgeführt.

### Natur und Umwelt
- 1930: Südlich von Oldenburg schlagen zwei große Fragmente eines Meteoriten ein.
- 1994: In Australien wird im Wollemi-Nationalpark eine bis dahin nur aus Fossilienfunden bekannte Art der Araukariengewächse, Wollemia nobilis, entdeckt.

### Sport

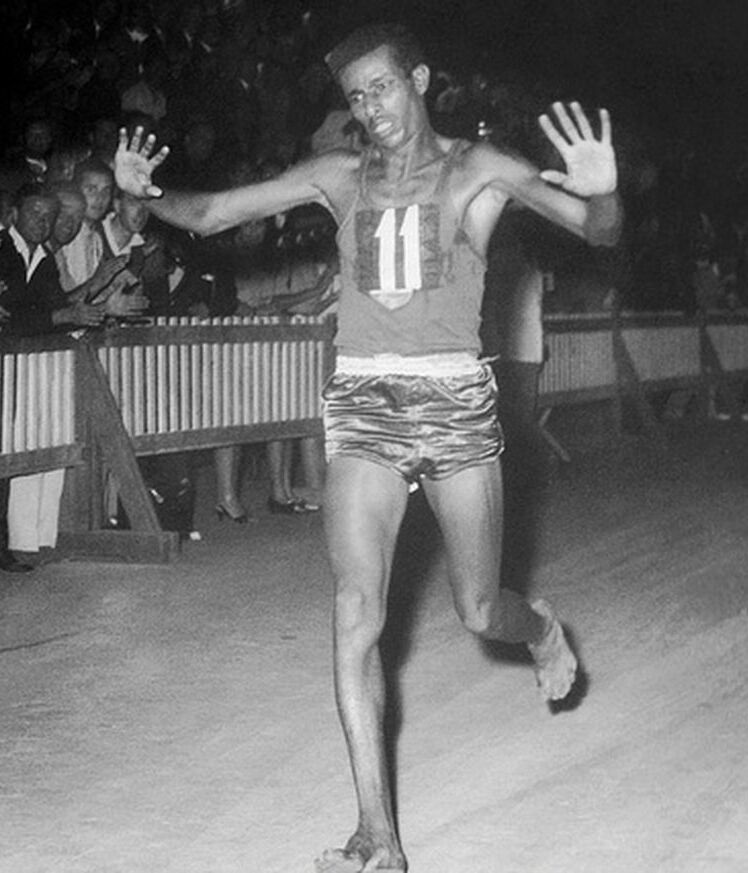
1960: Abebe Bikila

- 1960: Der äthiopische Marathonläufer Abebe Bikila gewinnt bei den Olympischen Sommerspielen in Rom den Marathonlauf in neuer Weltbestzeit (2:15:16 h) und die erste olympische Goldmedaille für Äthiopien in der Geschichte der Olympischen Spiele, wobei er die Strecke als einziger Athlet barfuß zurücklegte.
- 1961: Der deutsche Formel-1-Fahrer Wolfgang Graf Berghe von Trips verunglückt beim Großen Preis von Italien in Monza tödlich. Bei dem Unfall werden auch 15 Zuschauer getötet, 60 weitere verletzt.
- 1966: Muhammad Ali verteidigt in Frankfurt am Main seinen Box-WM-Titel gegen Karl Mildenberger.
- 1978: Bei einer Massenkarambolage beim Großen Preis von Italien in Monza wird Vittorio Brambilla schwer verletzt. Der scheinbar nur leicht verletzte Ronnie Peterson stirbt am folgenden Tag an einer Embolie.
- 1983: Larry Holmes gewinnt seinen Boxkampf gegen Scott Frank im Harrah’s Marina Hotel Casino, Atlantic City, durch technischen K. o. und wird damit Weltmeister im Schwergewicht.
- 1985: Schottlands Nationaltrainer Jock Stein erleidet während des letzten Gruppenspiels der Qualifikation zur Fußball-WM einen tödlichen Herzinfarkt.

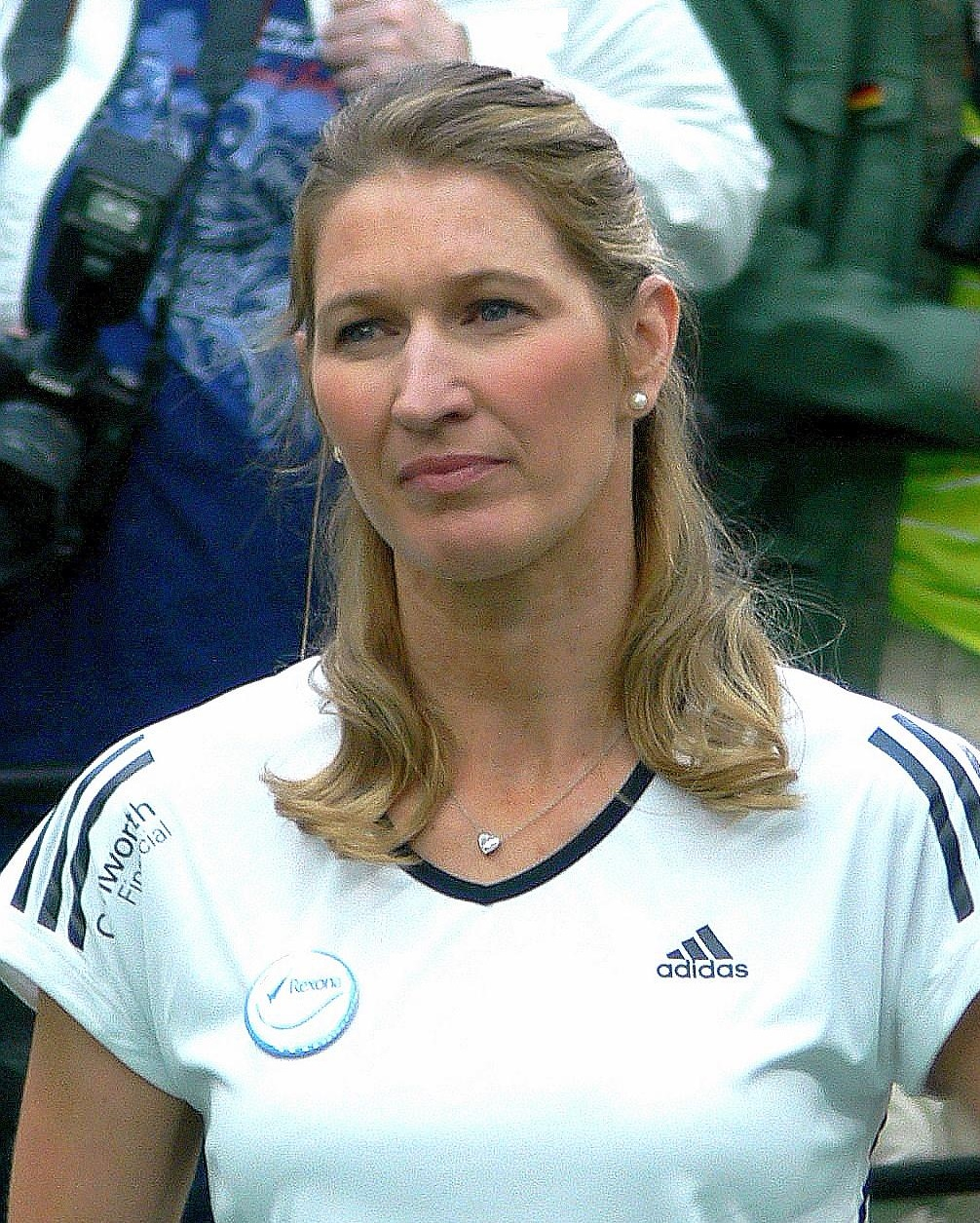
1988: Steffi Graf

- 1988: Die Tennisspielerin Steffi Graf gewinnt mit ihrem Sieg bei den US Open über die Argentinierin Gabriela Sabatini als erste Deutsche und dritte Spielerin überhaupt alle Grand-Slam-Turniere.
- 2006: Formel-1-Rekordweltmeister Michael Schumacher erklärt seinen Rücktritt zum Ende der Saison. Nachfolger im Team von Ferrari wird Kimi Räikkönen.
- 2007: Der deutschen Frauen-Fußballnationalmannschaft gelingt im Eröffnungsspiel der Frauen-Fußball-Weltmeisterschaft mit einem 11:0 gegen Argentinien der höchste WM-Sieg aller Zeiten.
- 2009: Mit einem 6:2-Finalsieg über England gewinnt die deutsche Fußballnationalmannschaft der Frauen zum fünften Mal hintereinander die Europameisterschaft.
- 2013: Der ehemalige deutsche Fechter Thomas Bach wird zum IOC-Präsidenten gewählt.
- 2016: Die deutsche Tennisspielerin Angelique Kerber gewinnt durch einen Drei-Satz-Erfolg über die Tschechin Karolína Plíšková zum ersten Mal das Dameneinzel bei den US Open.
- 2023: Deutschland gewinnt die Basketball-Weltmeisterschaft 2023 gegen Serbien.

Einträge von Leichtathletik-Weltrekorden befinden sich unter der jeweiligen Disziplin unter Leichtathletik.

## Geboren

### Vor dem 18. Jahrhundert
- 0921: Ludwig IV., westfränkischer König
- 1167: Alexios II., byzantinischer Kaiser
- 1487: Julius III., Papst
- 1521: Thomas Wyatt, britischer Rebellenführer zur Zeit Maria I.
- 1545: Otto von Grünrade, evangelisch-reformierter Kirchenpolitiker
- 1547: Georg I., Landgraf von Hessen-Darmstadt
- 1550: Alonso Pérez de Guzmán, spanischer Adliger und Befehlshaber der Spanischen Armada
- 1552: Nikolaus II. Pálffy, kaiserlicher Feldherr und Schlosshauptmann von Pressburg
- 1561: Hernando Arias de Saavedra, spanischer Politiker und Offizier
- 1571: Bartholomäus Battus, deutscher evangelischer Theologe
- 1588: Nicholas Lanier, englischer Komponist, Sänger, Lautenist und Maler (Taufdatum)
- 1595: Dam Vitzthum von Eckstedt, kursächsischer Generalmajor
- 1623: Carpoforo Tencalla, italienisch-schweizerischer Maler
- 1624: Thomas Sydenham, englischer Arzt
- 1635: Johann Philipp II. Graf Cobenzl, Landeshauptmann von Görz

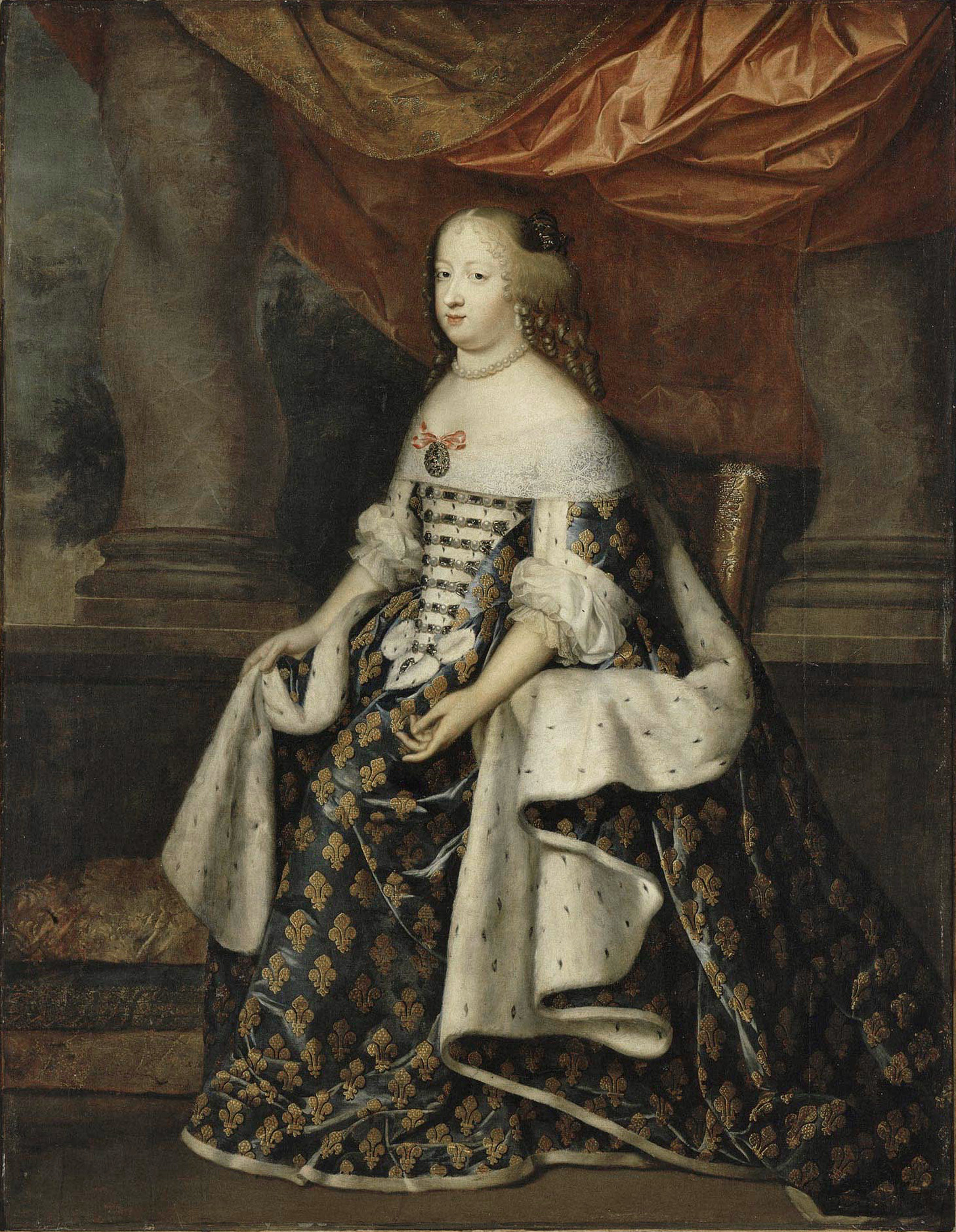
Maria Teresa von Spanien (* 1638)

- 1638: Maria Teresa von Spanien, Cousine und Gemahlin des Sonnenkönigs Ludwig XIV.
- 1649: Bernhard I., Herzog von Sachsen-Meiningen
- 1652: Jan Sladký Kozina, Führer des Aufstandes der Chodové
- 1655: Caspar Bartholin der Jüngere, dänischer Anatom
- 1663: Louis-François Duplessis de Mornay, französischer Kapuziner und dritter Bischof von Québec
- 1665: Georg Beyer, deutscher Jurist und Rechtslehrer
- 1676: Joseph Anton Stranitzky, österreichischer Schauspieler
- 1680: Johann Georg Achbauer der Jüngere, böhmischer Baumeister des Barock

### 18. Jahrhundert
- 1707: Arnoldus Detten, deutscher Priester und Abt des Klosters Marienfeld
- 1713: John Turberville Needham, englischer Priester und Naturforscher

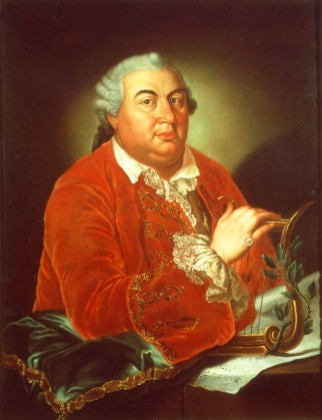
Niccolò Jommelli (* 1714)

- 1714: Niccolò Jommelli, italienischer Komponist
- 1719: Johann Wilhelm Baumer, deutscher Physiker, Mediziner und Mineraloge
- 1722: Paulus Chevallier, niederländischer reformierter Theologe
- 1735: Justus Christian Ludwig von Schellwitz, deutscher Rechtswissenschaftler
- 1740: Nicolau Tolentino de Almeida, portugiesischer Jurist, Lyriker und Satiriker
- 1748: Johan Vibe, norwegischer Dichter
- 1751: Bartolomeo Campagnoli, italienischer Violinist, Komponist und Dirigent

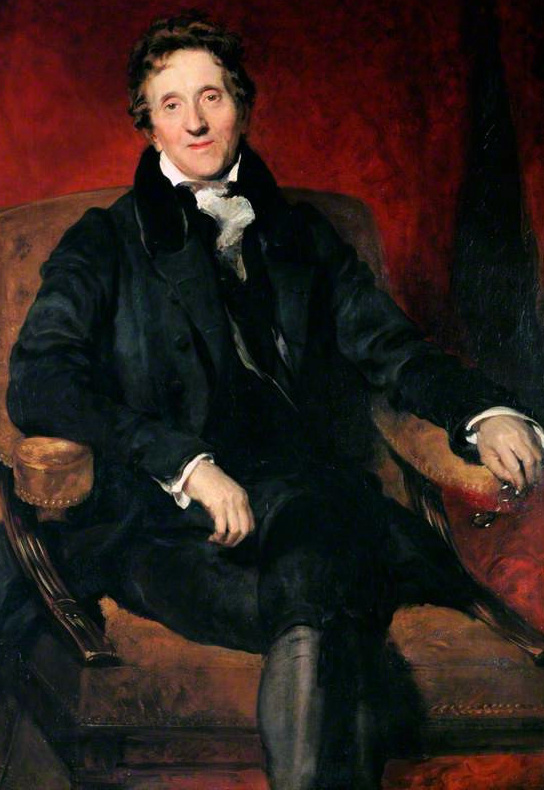
John Soane (* 1753)

- 1753: John Soane, britischer Architekt und Professor der Royal Academy
- 1755: Bertrand Barère, französischer Abgeordneter im Nationalkonvent
- 1758: Hannah Webster Foster, US-amerikanische Schriftstellerin
- 1758: Philipp Friedrich von Hetsch, deutscher Maler
- 1762: Pierre-François-Léonard Fontaine, französischer Architekt
- 1764: Daniel Rodney, US-amerikanischer Politiker
- 1769: Friedrich August Wilhelm von Brause, preußischer General der Infanterie
- 1770: Christian Friedrich Goedeking, deutscher Beamter
- 1770: Nikolaus Schuble, deutscher Orgelbauer

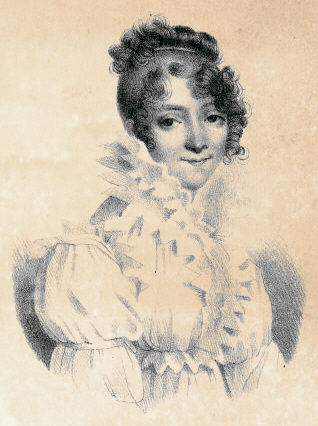
Caroline Vanhove (* 1771)

- 1771: Caroline Vanhove, niederländische/französische Schauspielerin
- 1774: Jakob Graß, österreichischer Orgelbauer
- 1776: Ulrich Friedrich Hausmann, deutscher Tiermediziner
- 1779: Louis Alexandre Piccinni, französischer Komponist
- 1780: Johannes von Muralt, Schweizer Pädagoge und reformierter Geistlicher
- 1786: Amos Abbott, US-amerikanischer Politiker
- 1788: Margarethe Bernbrunn, deutsche Schauspielerin, Opernsängerin und Schriftstellerin
- 1788: Jacques Boucher de Perthes, französischer Hobbyarchäologe
- 1788: Wilhelmine von Baden, deutsche Adelige, Großherzogin von Hessen und bei Rhein
- 1792: Gottfried Kosegarten, deutscher Orientalist und Theologe
- 1794: François Benoist, französischer Organist, Orgellehrer und Komponist
- 1794: Philipp Geigel, deutscher Richter und Politiker
- 1795: Henrik Reuterdahl, schwedischer Kirchenhistoriker und Bischof
- 1797: Carl Gustav Mosander, schwedischer Chemiker und Chirurg
- 1797: Franz Krüger, deutscher Maler und Lithograph
- 1797: Leopold von Caprivi, preußischer Obertribunalrat und Kronsyndikus
- 1798: Rudolf Kuntz, deutscher Maler
- 1799: August von Ammon, deutscher Augenarzt

### 19. Jahrhundert

#### 1801–1850
- 1803: Robert Justus Kleberg, deutsch-US-amerikanischer Farmer, Soldat und Beamter
- 1804: François-Joseph de Champagny, französischer Historiker und Publizist

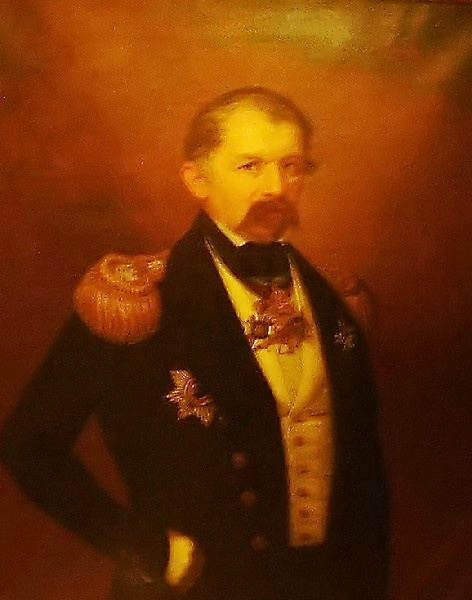
Karl Rudolf Brommy (* 1804)

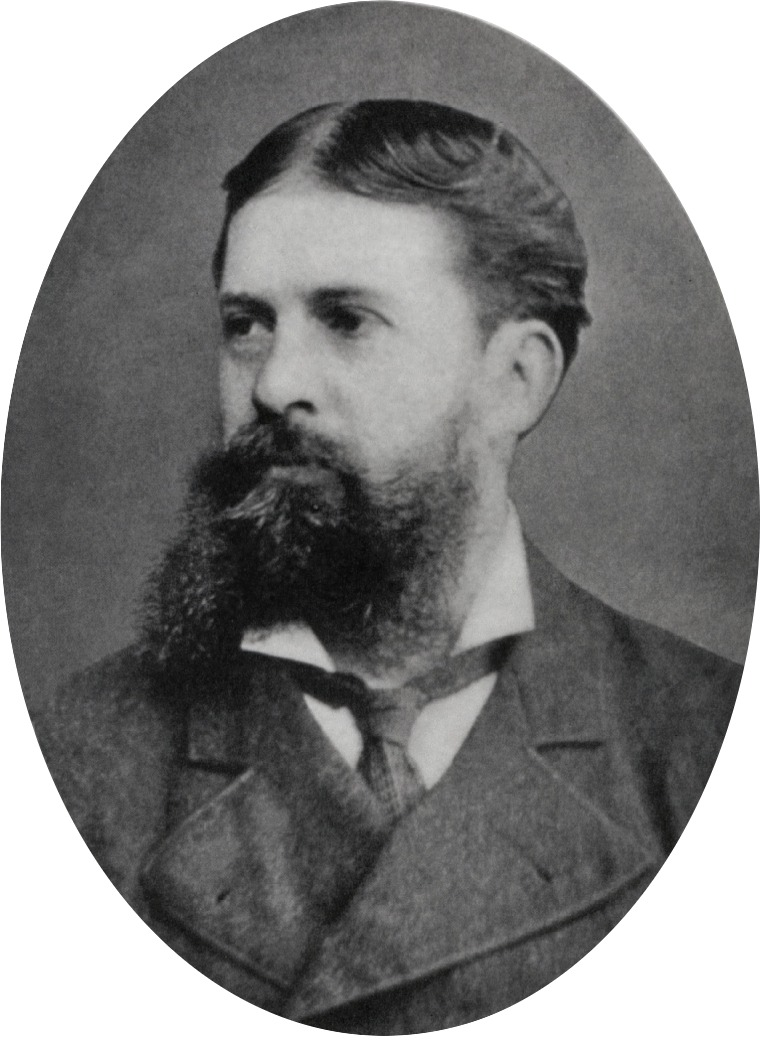
Charles Sanders Peirce (* 1839)

- 1804: Karl Rudolf Brommy, deutscher Admiral
- 1809: Thomas Campbell Eyton, britischer Naturforscher und Ornithologe
- 1810: Albert Gallatin Blanchard, General der Konföderierten Staaten von Amerika
- 1814: Ernst Ranke, deutscher evangelischer Theologe
- 1817: Richard Spruce, englischer Botaniker und Naturforscher
- 1818: Carl Julius Abel, württembergischer Eisenbahningenieur
- 1822: Gisle Johnson, norwegischer Theologe
- 1822: John Adams Whipple, US-amerikanischer Erfinder und Pionier der Fotografie
- 1825: Wilhelm Henneberg, deutscher Agrikulturchemiker.
- 1825ː Maria Karolina von Österreich, Erzherzogin von Österreich
- 1826: Adolph von Hansemann, deutscher Unternehmer und Bankier
- 1827: Karl Wilhelm Doll, deutscher evangelischer Theologe
- 1831: Theodor Schmalenbach, evangelischer deutscher Theologe und Superintendent
- 1832: Otto Knille, deutscher Maler
- 1833: Émile Duployé, Erfinder eines französischen Stenografiesystems
- 1833: Hans Heinrich XI. von Hochberg, preußischer Fürst und General
- 1836: Joseph Wheeler, General der Konföderierten Staaten von Amerika
- 1839: Charles S. Peirce, US-amerikanischer Mathematiker, Philosoph und Logiker

#### 1851–1900
- 1853: Ferdinand Blumentritt, österreichischer Ethnograph, Gymnasialdirektor in Leitmeritz
- 1854: Josua Zweifel, Schweizer Händler, Entdecker der Nigerquellen
- 1855: Hugo Appelius, deutscher Jurist
- 1855: Robert Koldewey, deutscher Architekt, Archäologe

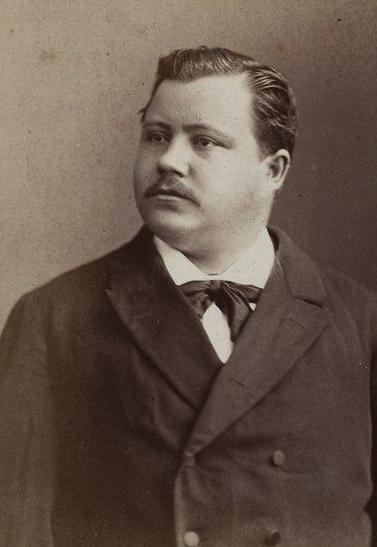
Josua Zweifel (* 1854)
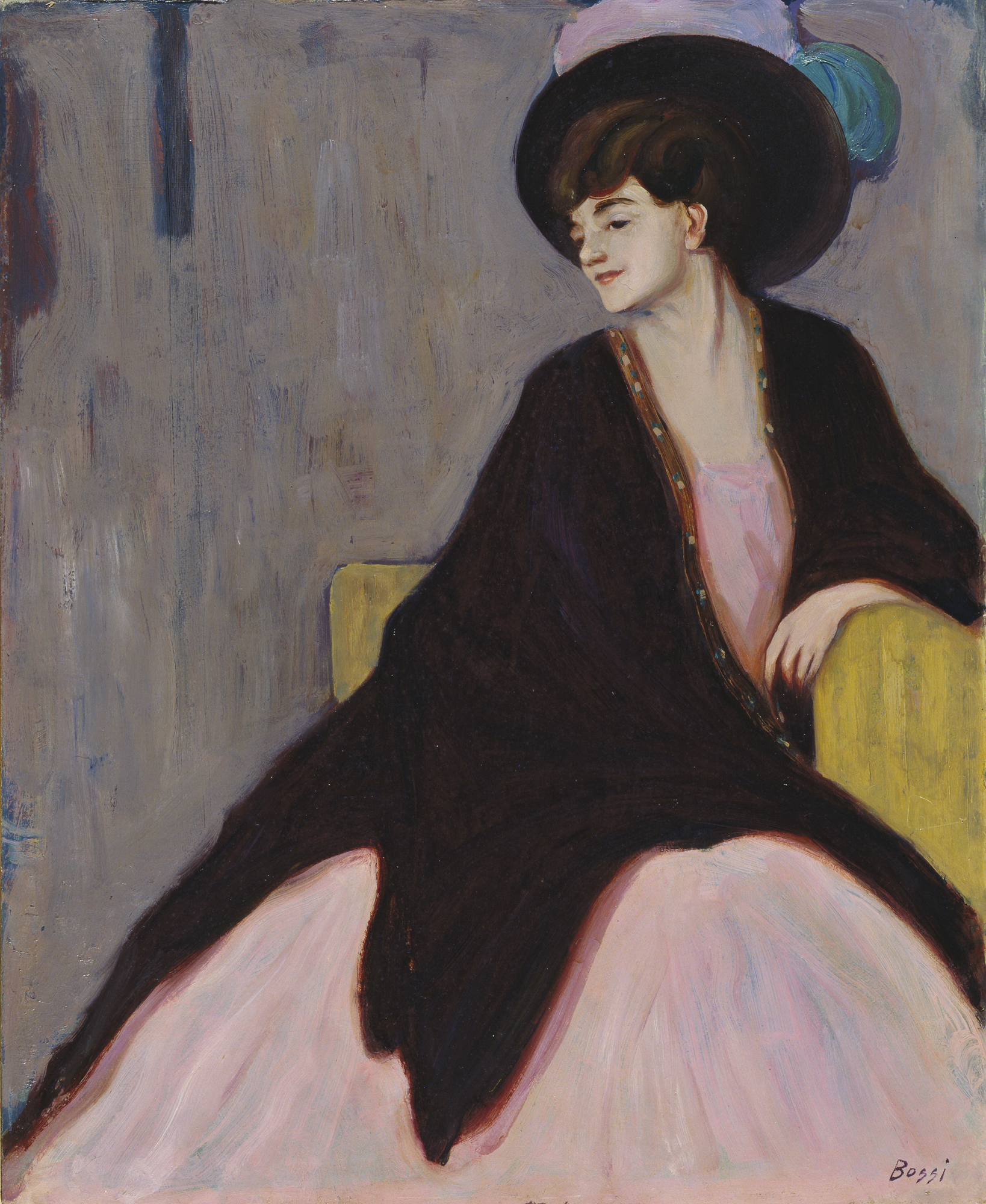
Marianne von Werefkin (* 1860)
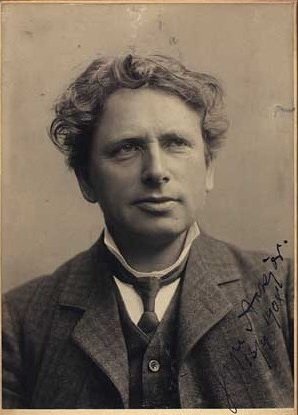
Jeppe Aakjær (* 1866)
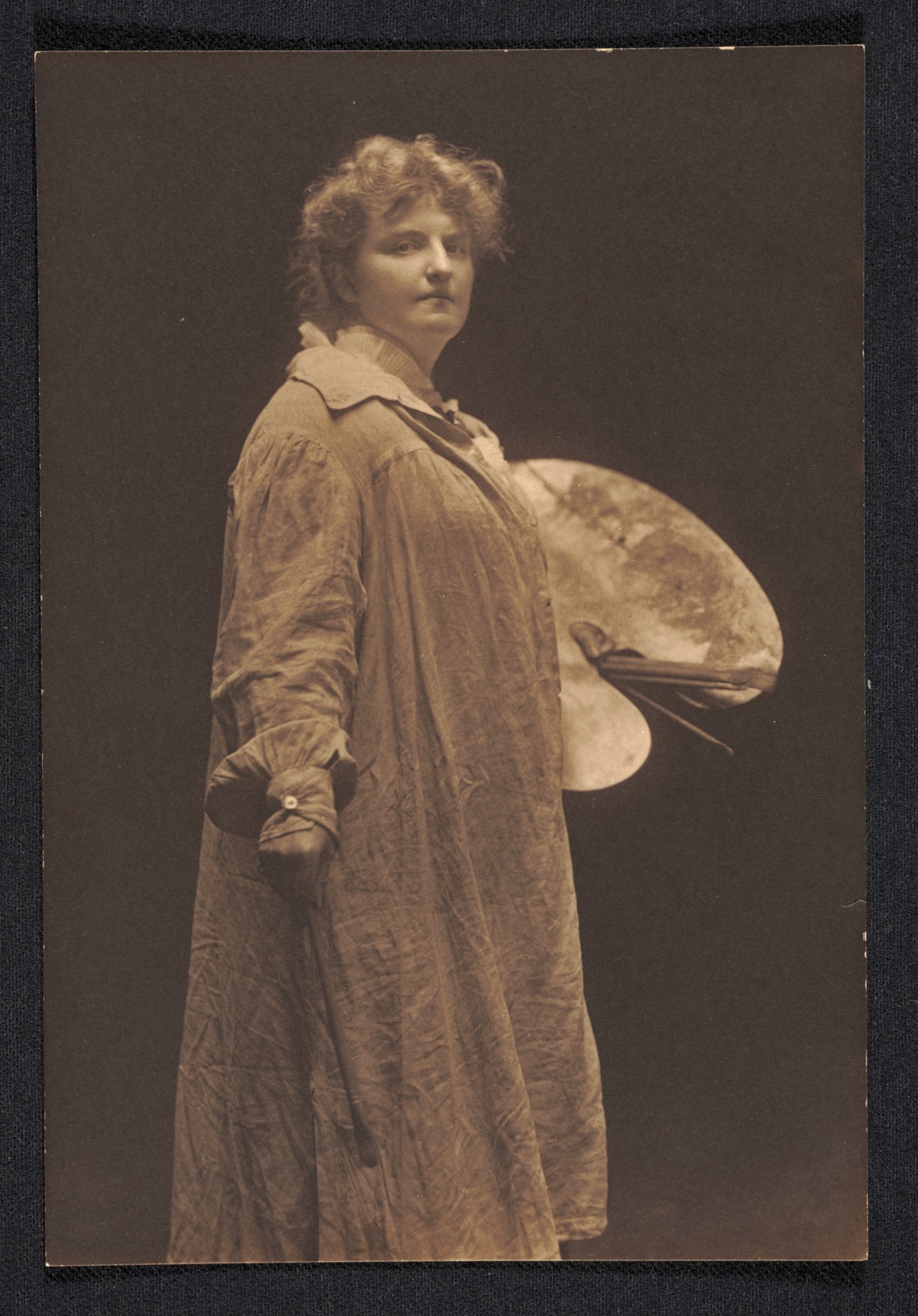
Katherine Sophie Dreier (* 1877)
Annagrete Lehmann (* 1877)

- 1857: James Edward Keeler, US-amerikanischer Astrophysiker
- 1860: Marianne von Werefkin, russisch-schweizerische Malerin
- 1862: Josef Sapl, österreichischer Orgelbauer
- 1863: Ernst von Carnap-Quernheimb, deutscher Afrikaforscher
- 1863: Edmund Edel, deutscher Grafiker, Schriftsteller und Regisseur
- 1863: Charles Spearman, britischer Psychologe
- 1864: Adolf Wilhelm, österreichischer Epigraphiker und klassischer Philologe
- 1865: Alexander Pohlmann, deutscher Politiker
- 1866: Tor Aulin, schwedischer Violinist, Dirigent und Komponist
- 1866: Gottlieb August Crüwell, österreichischer Historiker, Schriftsteller und Bibliothekar
- 1866: Jeppe Aakjær, dänischer Schriftsteller
- 1868: Albert Hahl, deutscher Kolonialbeamter
- 1871: Carl Hold, deutscher Politiker, Bürgermeister von Steele
- 1872: Wladimir Klawdijewitsch Arsenjew, russischer Forschungsreisender und Schriftsteller
- 1873: Alexander Beer, deutscher Architekt, Gemeindebaumeister in Berlin
- 1873: Gustav Gamper, Schweizer Musiker, Maler und Schriftsteller
- 1874: Heinrich Limbertz, deutscher Politiker und MdR
- 1875: Paul Scheinpflug, deutscher Komponist und Dirigent
- 1876: Andri Augustin, schweizerischer Romanist
- 1876: Hugh D. McIntosh, australischer Sportveranstalter, Zeitungsverleger und Theaterunternehmer
- 1877: Annagrete Lehmann, deutsche Pädagogin und Politikerin (DNVP)
- 1877: Katherine Sophie Dreier, US-amerikanische Malerin und Kunstmäzenin
- 1880: Heinrich Steinhagen, deutscher Maler
- 1881: Albrecht Oepke, deutscher evangelischer Theologe
- 1882ː Irene Jerusalem, österreichische Lehrerin, Holocaustopfer
- 1882: Mathias Tantau, deutscher Rosenzüchter
- 1882: Paul Harvey, US-amerikanischer Schauspieler
- 1883: Nerses Akinian, armenischer Kirchenhistoriker, Philologe und Armenistiker
- 1884: Walter A. Berendsohn, deutscher Germanist, Skandinavist, Exilforscher

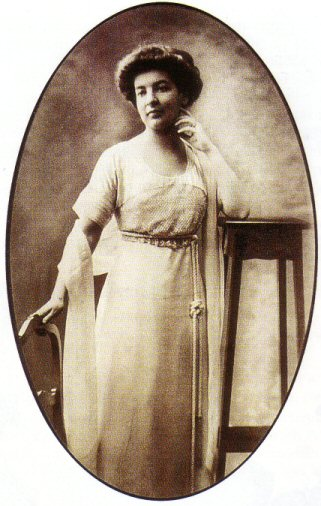
Dora Pejačević (* 1885)
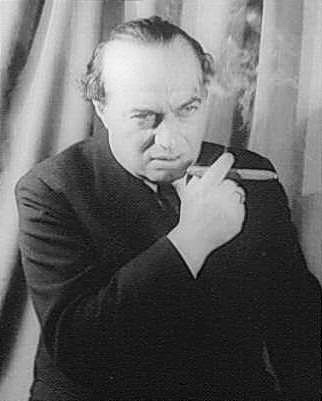
Franz Werfel (* 1890)
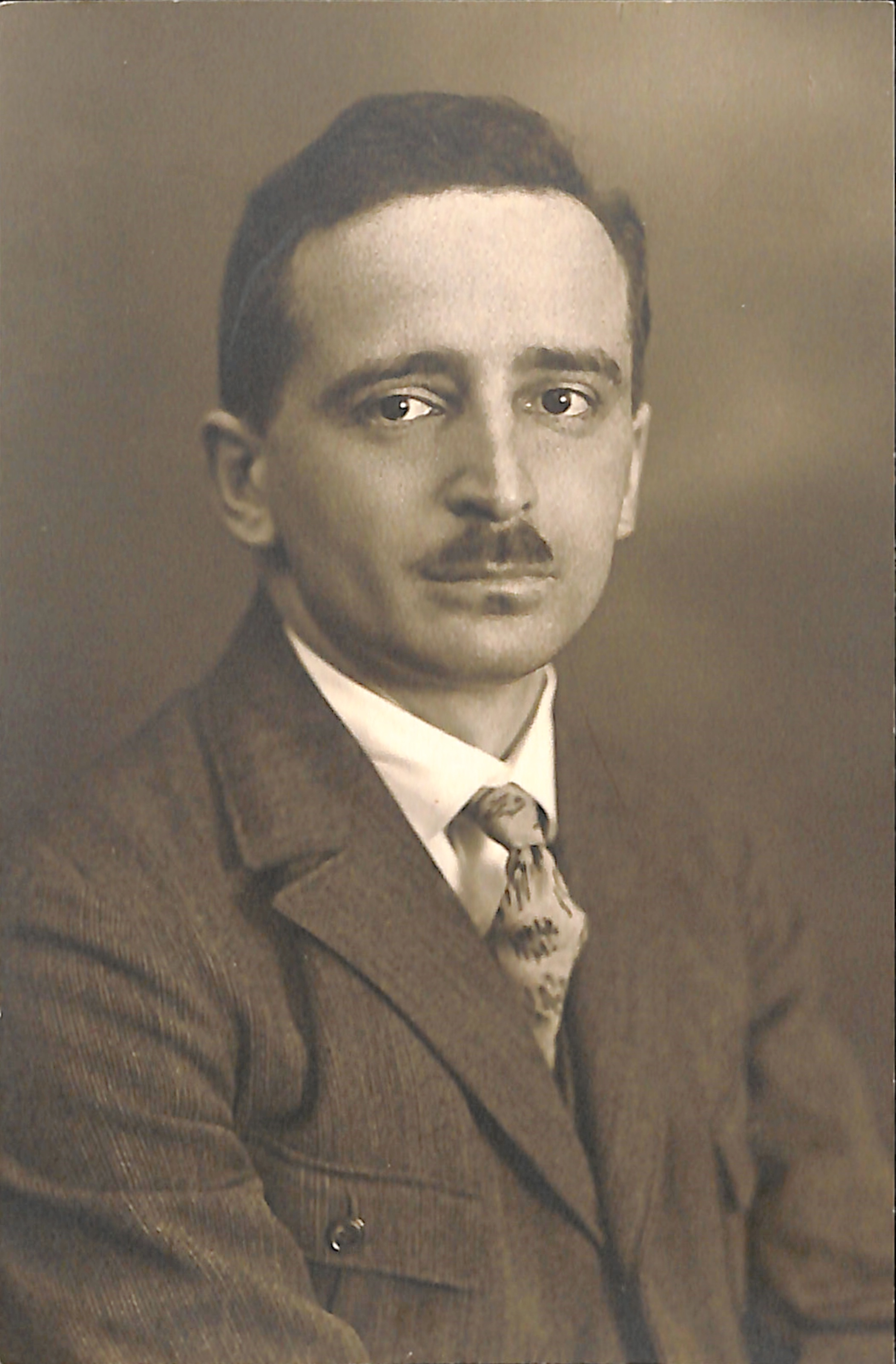
Georg Benjamin (* 1895)
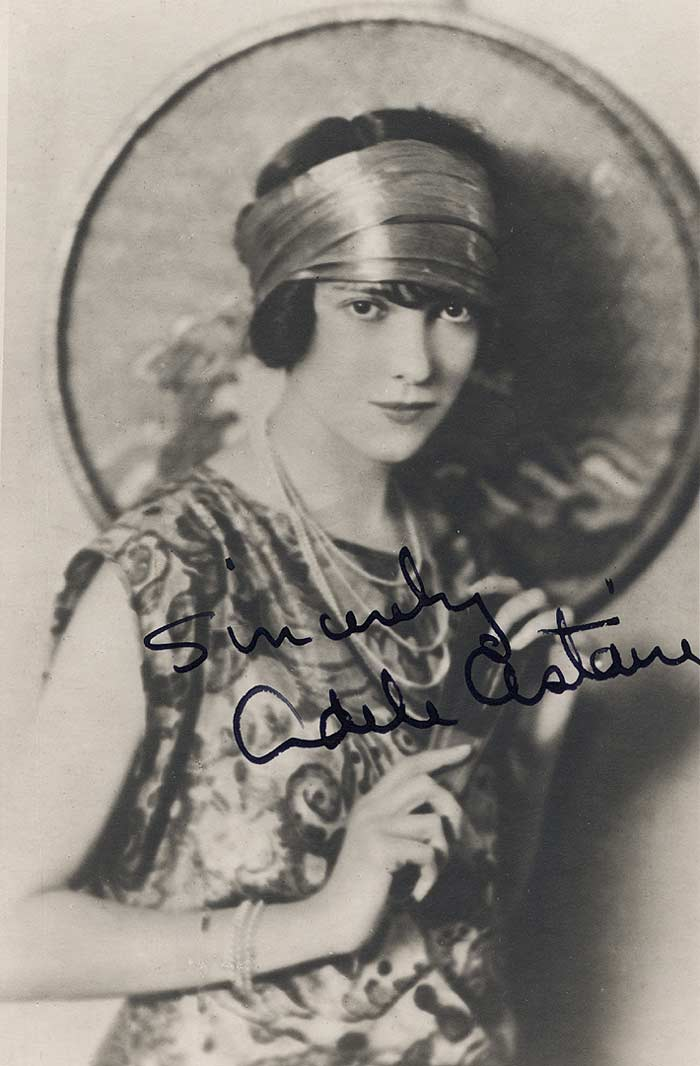
Adele Astaire (* 1896)

- 1885: Dora Pejačević, kroatische Komponistin
- 1885: Jan de Jong, niederländischer Geistlicher, Erzbischof von Utrecht und Kardinal
- 1886: H. D., US-amerikanische Schriftstellerin
- 1887: Giovanni Gronchi, italienischer Politiker, dritter Präsident der Republik Italien
- 1887: Paul Johner, Schweizer Schachspieler
- 1889: Vilém Petrželka, tschechischer Komponist
- 1890ː Lisa Hamburg, deutsche Klassische Archäologin, Opfer der Shoa
- 1890: Elsa Schiaparelli, italienisch-französische Modeschöpferin
- 1890: Franz Werfel, österreichischer Schriftsteller, Vertreter des literarischen Expressionismus
- 1891: Carl Jacob Burckhardt, Schweizer Diplomat, Essayist und Historiker
- 1891: Fritz Schellong, deutscher Internist
- 1892: Arthur Holly Compton, US-amerikanischer Physiker und Nobelpreisträger
- 1892: János Balogh, ungarischer Fernschachspieler
- 1893: Fritz Fink, deutscher Schriftsteller, Buchhändler und Heimatforscher
- 1893: Johanna Bormann, deutsche KZ-Aufseherin in verschiedenen Konzentrationslagern
- 1894: Oleksandr Dowschenko, ukrainischer Regisseur und Schriftsteller
- 1894: Stephen Rothman, ungarisch-amerikanischer Dermatologe
- 1895: Georg Benjamin, deutscher Mediziner und Widerstandskämpfer
- 1895: Melville J. Herskovits, US-amerikanischer Anthropologe
- 1896: Adele Astaire, US-amerikanische Tänzerin
- 1897: Georges Bataille, französischer Schriftsteller, Soziologe und Philosoph
- 1897: Hilde Hildebrand, deutsche Filmschauspielerin
- 1897: Edith Jacobson, deutsche Psychoanalytikerin, Ärztin und Widerstandskämpferin
- 1897: Otto Strasser, deutscher nationalsozialistischer Politiker
- 1898: George Eldredge, US-amerikanischer Schauspieler
- 1898: Hans Globke, deutscher Verwaltungsjurist, Kommentator der Nürnberger Rassegesetze, Chef des Bundeskanzleramts
- 1898: Manfred Hausmann, deutscher Schriftsteller
- 1899: Wolf Messing, polnischer Hellseher und Hypnotiseur
- 1900: Itzik Feffer, sowjetisch-jiddischer Schriftsteller
- 1900: Erika Keck, deutsche Kommunalpolitikerin
- 1900: Georg C. Klaren, österreichischer Regisseur und Drehbuchautor

### 20. Jahrhundert

#### 1901–1925
- 1901: Adolf Fux, Schweizer Politiker und Schriftsteller
- 1902: Jim Crowley, US-amerikanischer American-Football-Spieler, -Trainer und -Funktionär
- 1902: Toivo Pekkanen, finnischer Schriftsteller
- 1903: Hans Ruchti, deutscher Wirtschaftswissenschaftler
- 1903: Georges de Rham, Schweizer Mathematiker
- 1904: Willi Burth, deutscher Kinobesitzer und Filmpionier
- 1905: Juan José Arévalo, guatemaltekischer Staatspräsident
- 1905: Robert Rompe, deutscher Physiker und Politiker
- 1905: Jean Viale, französischer Automobilrennfahrer
- 1906: Ellen Weber, deutsche Schauspielerin und Opernsängerin
- 1907: Heinz Friedrich Hartig, deutscher Komponist und Musikpädagoge
- 1908: Raymond Scott, US-amerikanischer Komponist und Erfinder
- 1909: Evelyne Hall, US-amerikanische Leichtathletin
- 1909: Hermann Fehling, deutscher Architekt
- 1910: Franz Hengsbach, deutscher Kardinal und Bischof von Essen

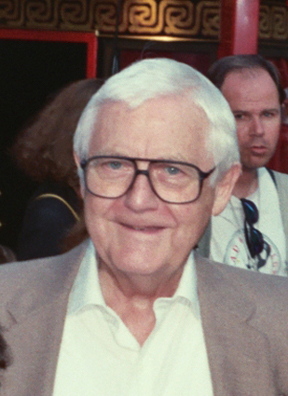
Robert Wise (* 1914)

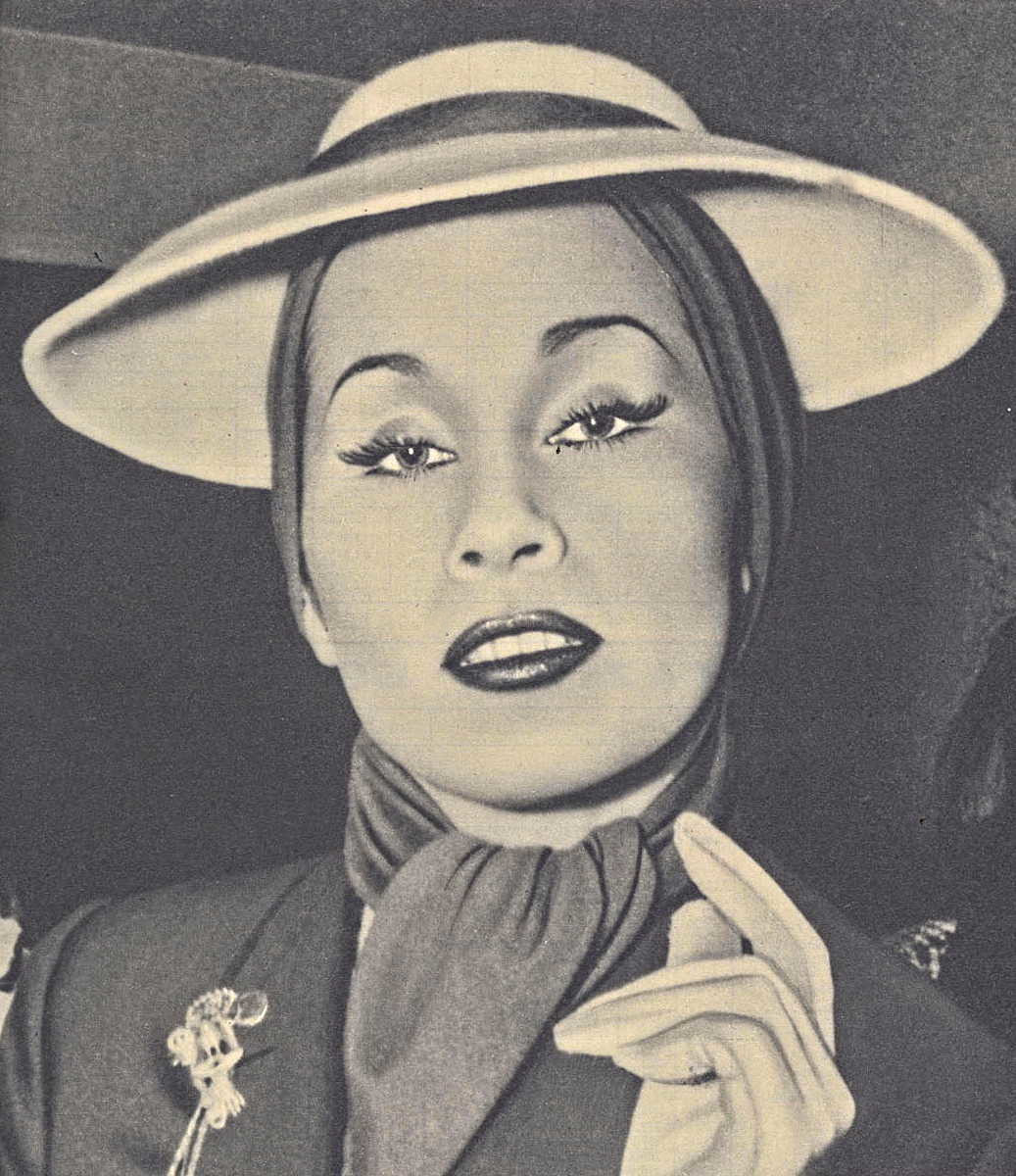
Yma Sumac (* 1922)

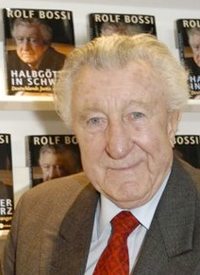
Rolf Bossi (* 1923)

- 1910: Heinrich Giesen, deutscher evangelischer Geistlicher
- 1911: Hans Baumgartner, Schweizer Fotograf
- 1911: Kurt Kluxen, deutscher Historiker
- 1911: Percival Treite, deutscher KZ-Arzt
- 1912: B. D. Jatti, kommissarischer indischer Staatspräsident
- 1913: Janus Kamban, färöischer Bildhauer
- 1913: Ruth Wendland, deutsche evangelische Theologin und Widerstandskämpferin
- 1914: Ernst Ohst, deutscher Maler, Grafiker und Karikaturist
- 1914: Robert Wise, US-amerikanischer Regisseur
- 1915: Edmond O’Brien, US-amerikanischer Schauspieler
- 1915: Willy E. J. Schneidrzik, deutscher Mediziner und Schriftsteller
- 1917: Boris Djacenko, deutscher Schriftsteller
- 1917: Algirdas Savickis, litauischer Kunstmaler
- 1917: Miguel Serrano, chilenischer Politiker und Schriftsteller
- 1919: Lex van Delden, niederländischer Komponist und Musikkritiker
- 1919: Josef Illík, tschechischer Kameramann
- 1920: Robert F. Inger, US-amerikanischer Herpetologe
- 1920: Stig Olin, schwedischer Schauspieler, Regisseur, Drehbuchautor, Komponist und Sänger
- 1920: C. R. Rao, indischer Statistiker
- 1920: Fabio Taglioni, italienischer Motorrad-Konstrukteur
- 1921: Alfred Bengsch, deutscher katholischer Bischof und Kardinal
- 1922: Hans Baltisberger, deutscher Motorradrennfahrer
- 1922: Rudolf Kaiser, deutscher Segelflugzeugkonstrukteur
- 1922: Yma Sumac, peruanische Sängerin
- 1923: Rolf Bossi, deutscher Strafverteidiger
- 1923: Shmuel N. Eisenstadt, polnischer Soziologe
- 1923: Uri Avnery, israelischer Journalist, Schriftsteller und Friedensaktivist
- 1924: Putte Wickman, schwedischer Jazzklarinettist
- 1925: Madame Max Adolphe, haitianische Abgeordnete und Angehörige der Miliz unter Duvalier
- 1925: Roy Brown, US-amerikanischer Blues-Musiker
- 1925: Hubert Hammerer, österreichischer Sportschütze, Olympiasieger
- 1925ː Luba Krejčí, tschechische Textilkünstlerin
- 1925: Edgar Külow, deutscher Kabarettist, Schauspieler, Synchronsprecher und Autor

#### 1926–1950
- 1926: Alexander Wargon, australischer Ingenieur
- 1926: Ladislav Adamec, tschechoslowakischer Politiker, Abgeordneter im Nationalrat, Ministerpräsident
- 1927: Albert Benz, Schweizer Komponist und Dirigent
- 1927: Gerhard Jahn, deutscher Politiker, MdB, Bundesminister
- 1927: Hans Neusel, deutscher Jurist und Staatssekretär
- 1927: Gwen Watford, englische Film-, Theater- und Fernsehschauspielerin
- 1928: Jean Vanier, kanadischer Philosoph, Gründer der Arche-Gemeinschaft

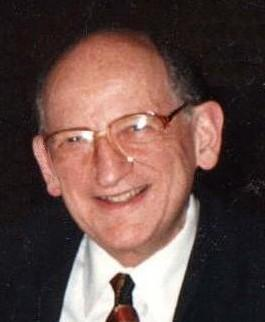
Otto F. Kernberg (* 1928)

- 1928: Otto F. Kernberg, US-amerikanischer Psychoanalytiker österreichischer Herkunft
- 1929: Werner Köppe, deutscher Jurist
- 1929: Reinhard Lettau, deutscher Schriftsteller
- 1929: Arnold Palmer, US-amerikanischer Golfer
- 1930: Adolf Endler, deutscher Schriftsteller, Essayist und Lyriker
- 1930: Anatolij Skorochod, ukrainischer Mathematiker
- 1931: Franco Manzecchi, italienischer Jazz-Schlagzeuger
- 1931: Philip Baker Hall, US-amerikanischer Schauspieler
- 1933: Hanna Aroni, israelische Sängerin
- 1933: Jewgeni Wassiljewitsch Chrunow, sowjetischer Kosmonaut

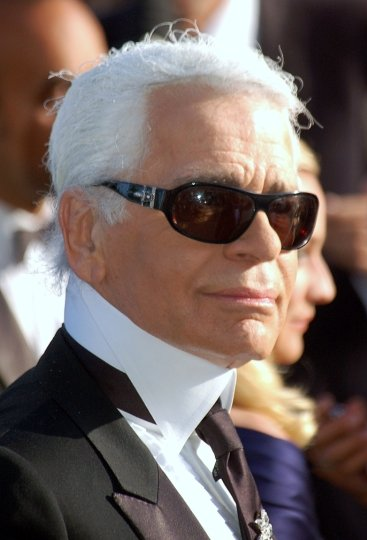
Karl Lagerfeld (* 1933)

- 1933: Karl Lagerfeld, deutscher Modeschöpfer
- 1934: Alemdar Karamanow, ukrainisch-russischer Komponist
- 1934: Roger Maris, US-amerikanischer Baseballspieler
- 1935: Rosemarie Gläser, deutsche Linguistin
- 1935: Gérard Hérold, französischer Schauspieler
- 1935: Mary Oliver, US-amerikanische Schriftstellerin, Pulitzer-Preisträgerin
- 1936: Peter Lovesey, britischer Krimi-Schriftsteller
- 1936: Wayne Riddell, kanadischer Dirigent, Organist und Musikpädagoge
- 1937: Jared Diamond, US-amerikanischer Evolutionsbiologe, Physiologe und Biogeograph
- 1937: Walter Ruckdeschel, deutscher Archäologe, Umweltwissenschaftler und Entomologe
- 1938: Irina Nikolajewna Schabanowa, sowjetisch-russische Physikerin, Metallkundlerin und Hochschullehrerin
- 1938ː Rosemarie Simmen, Schweizer Politikerin

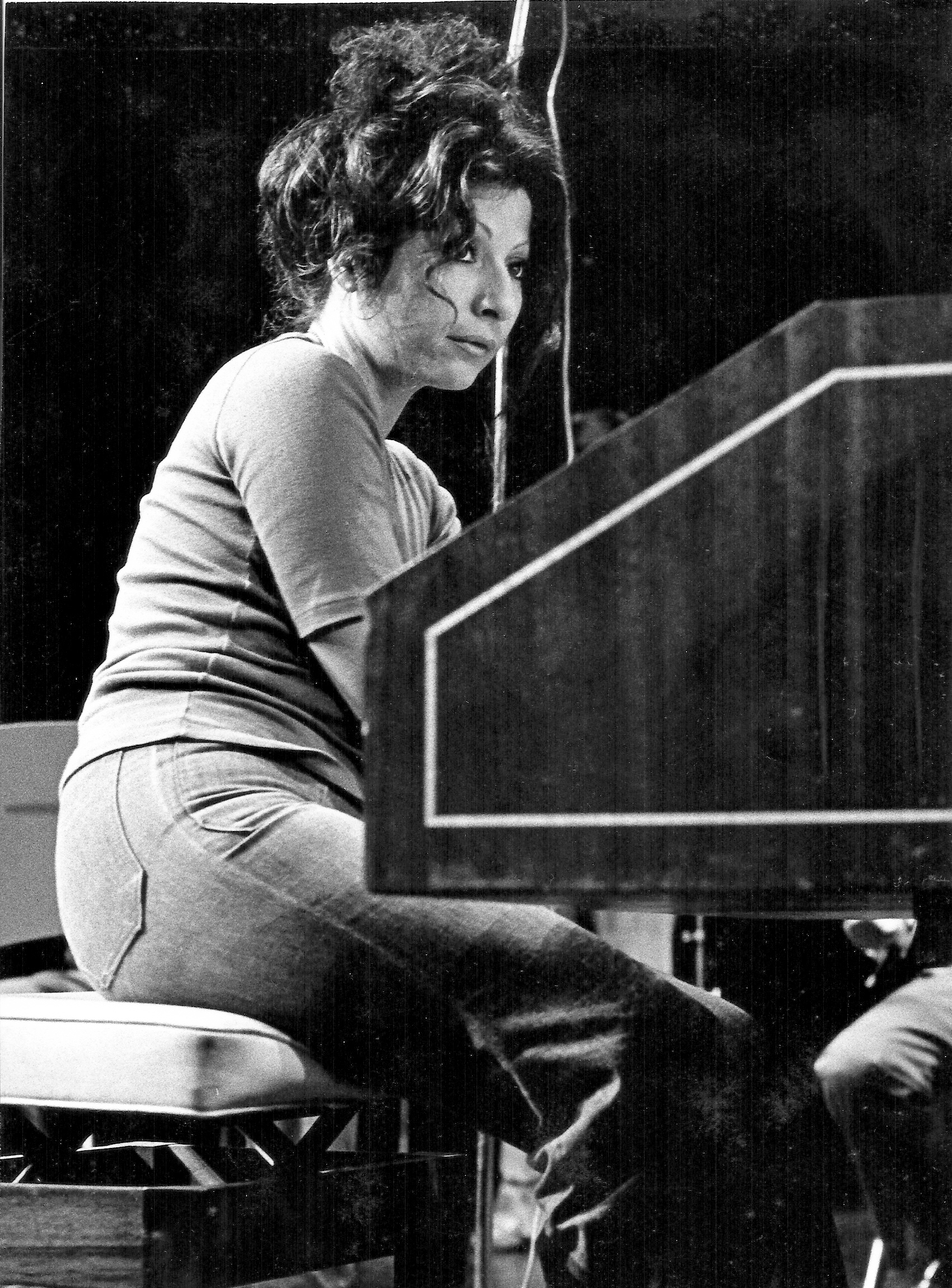
Elżbieta Chojnacka (* 1939)

- 1939: Elżbieta Chojnacka, polnische Cembalistin und Musikpädagogin
- 1939: Hans Sotin, deutscher Opernsänger (Bass)
- 1940: Roy Ayers, US-amerikanischer Musiker
- 1940: Dave Burrell, US-amerikanischer Jazzpianist
- 1941: Franziska Eichstädt-Bohlig, deutsche Politikerin, MdB

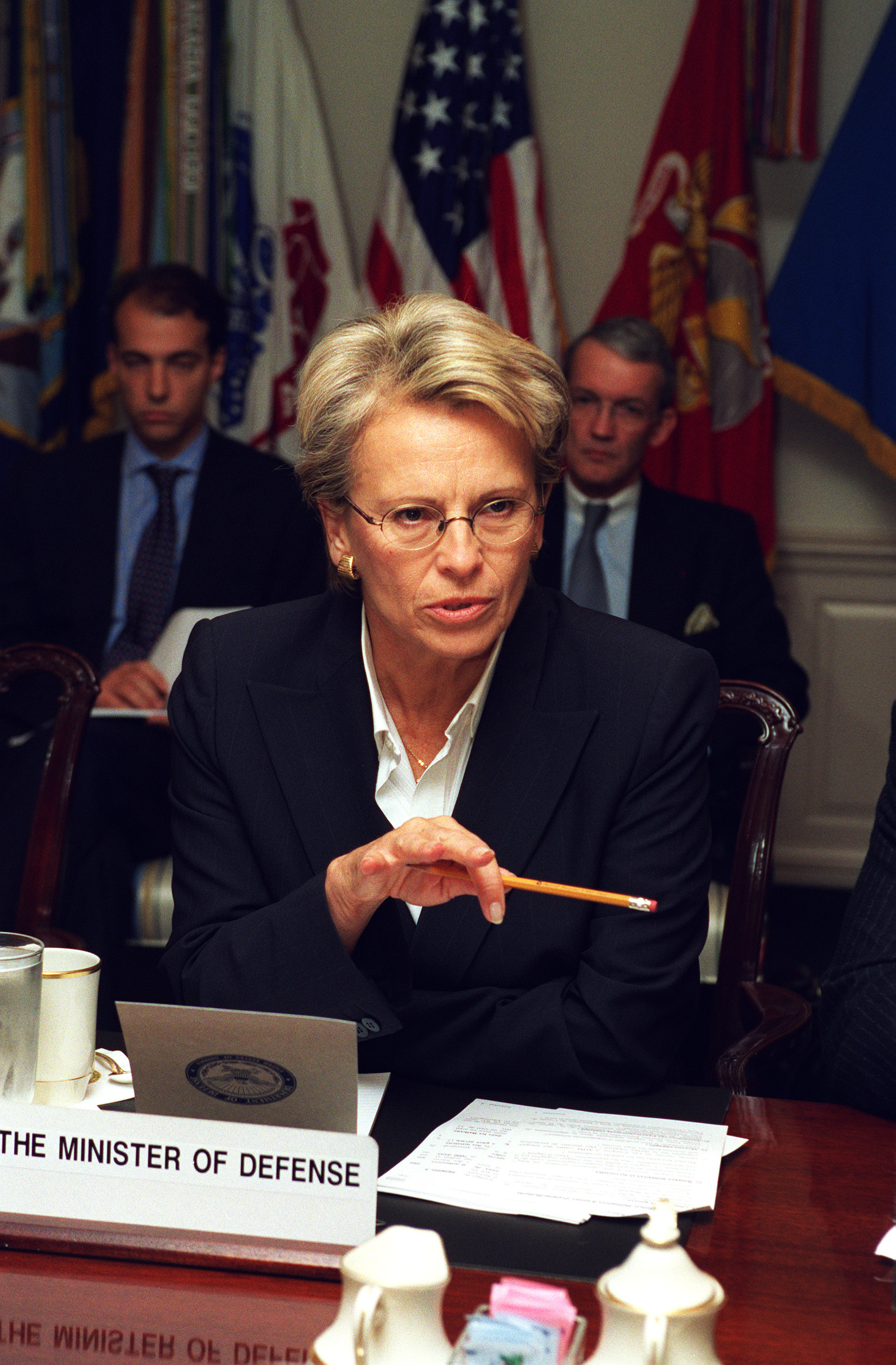
Michèle Alliot-Marie (* 1946)

- 1941: Stephen Jay Gould, US-amerikanischer Paläontologe, Geologe und Evolutionsforscher
- 1942: Peter Benz, deutscher Politiker, Oberbürgermeister von Darmstadt
- 1942: Volker Neumann, deutscher Politiker, MdB
- 1943: Jochen Feldhoff, deutscher Handballspieler.
- 1943: Horst-Dieter Höttges, deutscher Fußballspieler
- 1943: Billy Graham, US-amerikanischer Wrestler
- 1944: Joseph Võ Đức Minh, vietnamesischer römisch-katholischer Priester
- 1945: Luigi Ciotti, italienischer Priester und Mafiagegner
- 1945: José Feliciano, puerto-ricanischer Sänger, Songschreiber und Gitarrist
- 1945: Harry Pepl, österreichischer Jazz-Gitarrist
- 1946: Michèle Alliot-Marie, französische Politikerin

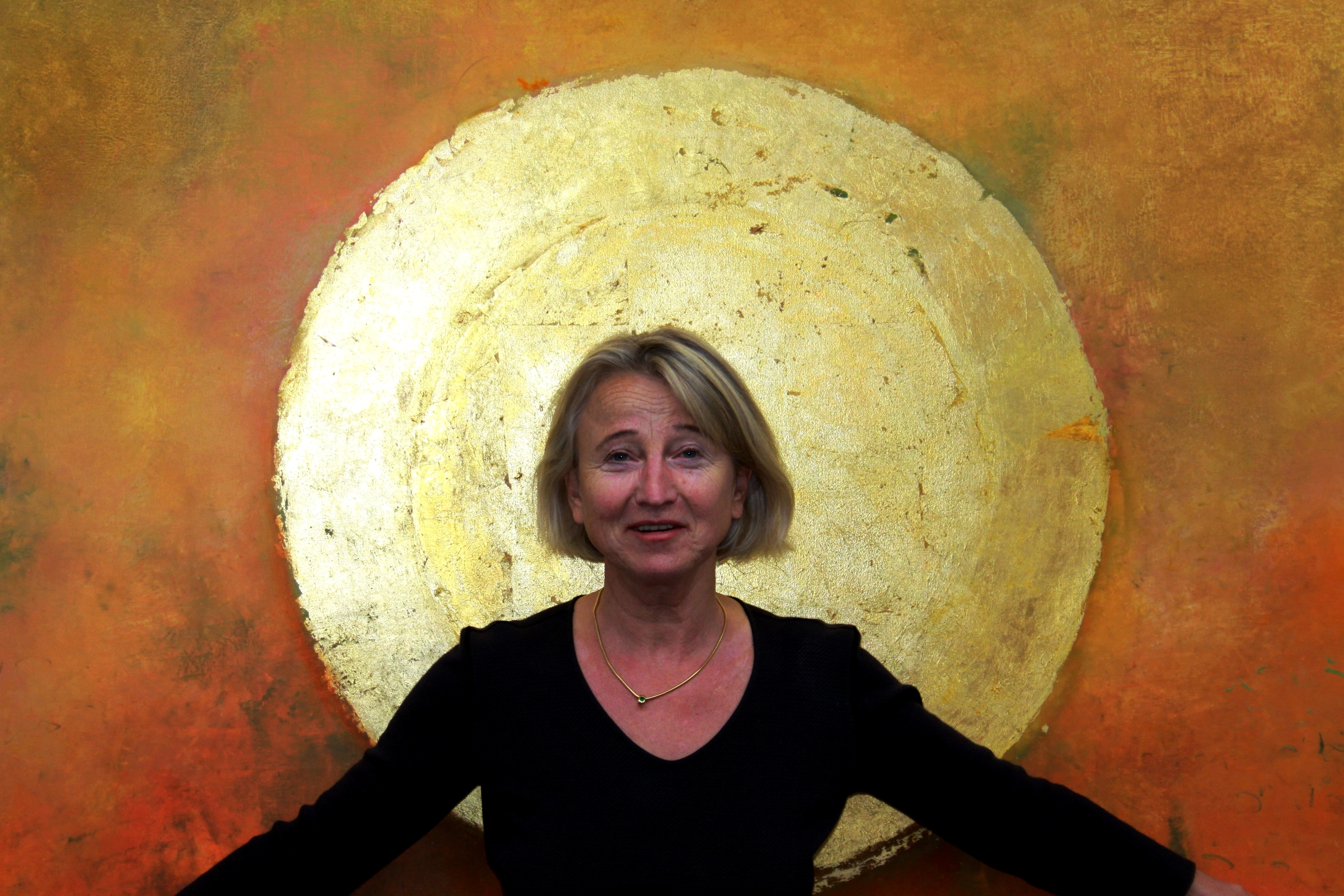
Sabine Beuter (* 1949)

- 1946: Wieland Backes, deutscher Fernsehmoderator
- 1947: Adriano Guarnieri, italienischer Komponist
- 1947: Alexander Michailowitsch Galin, russischer Dramatiker und Regisseur
- 1948: Martin Grötschel, deutscher Mathematiker
- 1948: Charlie Waters, US-amerikanischer American-Football-Spieler
- 1949ː Sabine Beuter, deutsche Malerin
- 1949: Bill O’Reilly, US-amerikanischer Fernsehmoderator
- 1949: Karin Evers-Meyer, deutsche Politikerin, MdB
- 1950: Joe Perry, US-amerikanischer Musiker
- 1950: Michael Tregor, deutscher Schauspieler

#### 1951–1975
- 1951: Harry Groener, US-amerikanischer Filmschauspieler
- 1952: Bruno Giacomelli, italienischer Formel-1-Rennfahrer
- 1952: Werner Hug, Schweizer Schachspieler
- 1952: Margitta Pufe, deutsche Leichtathletin, Olympiamedaillengewinnerin
- 1953: Craig Harris, US-amerikanischer Jazzposaunist

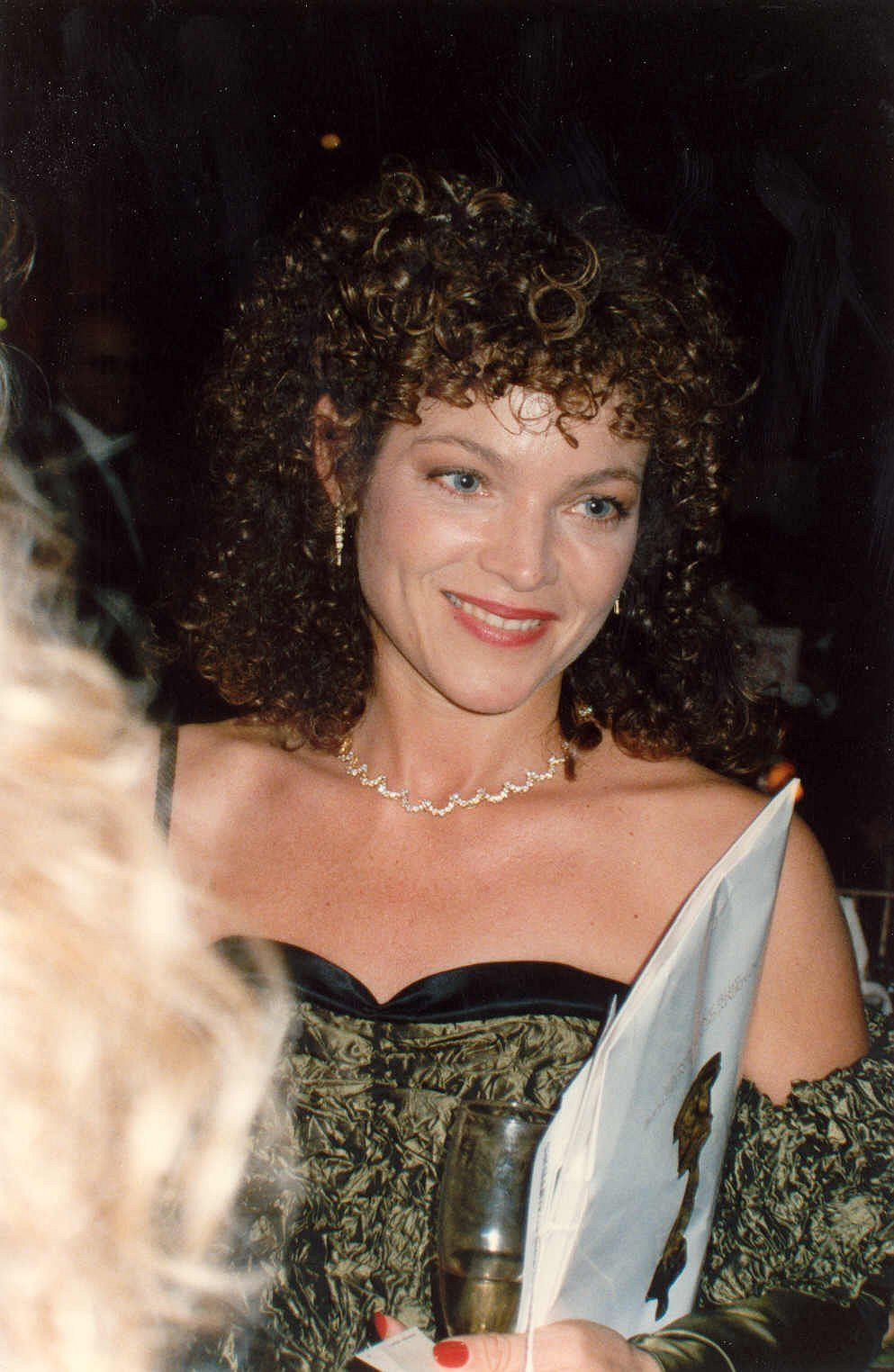
Amy Irving (* 1953)

- 1953: Amy Irving, US-amerikanische Schauspielerin
- 1954: Silvia Chivás, kubanische Sprinterin
- 1954: Clark Johnson, US-amerikanischer Schauspieler, Regisseur und Fernsehproduzent
- 1954: Karl-Heinz Podzielny, deutscher Schachspieler
- 1954: Fred Olen Ray, US-amerikanischer Filmproduzent, Regisseur und Drehbuchautor
- 1955: Giannina Facio, costa-ricanische Filmschauspielerin und -produzentin
- 1955: Armin Hahne, deutscher Automobilrennfahrer
- 1955: Marja-Liisa Kirvesniemi, finnische Skilangläuferin
- 1955: Heinz Landwehr, deutscher Journalist und Chefredakteur der Zeitung Finanztest
- 1955: Pat Mastelotto, US-amerikanischer Rock-Schlagzeuger

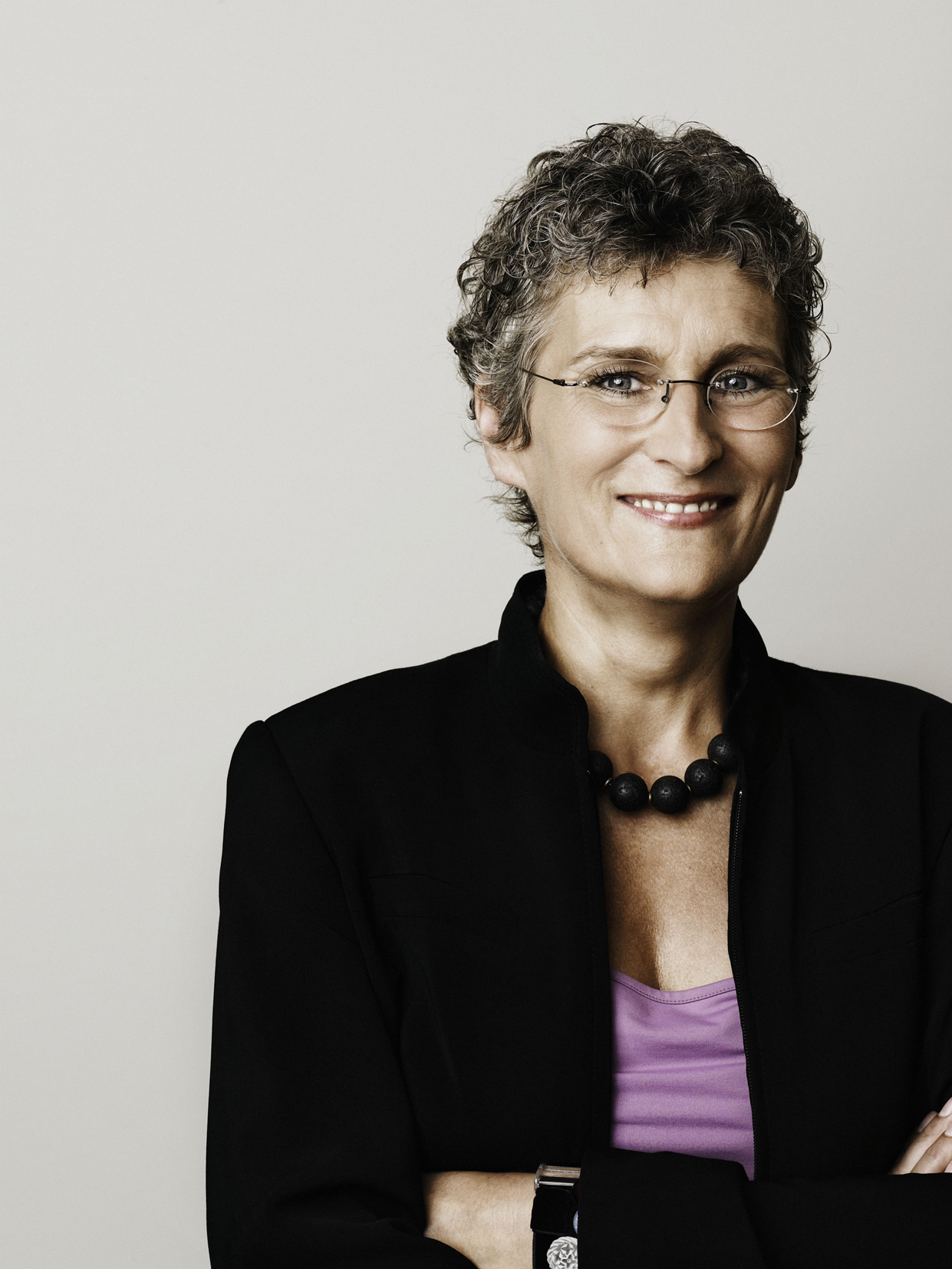
Sabine Mandak (* 1956)

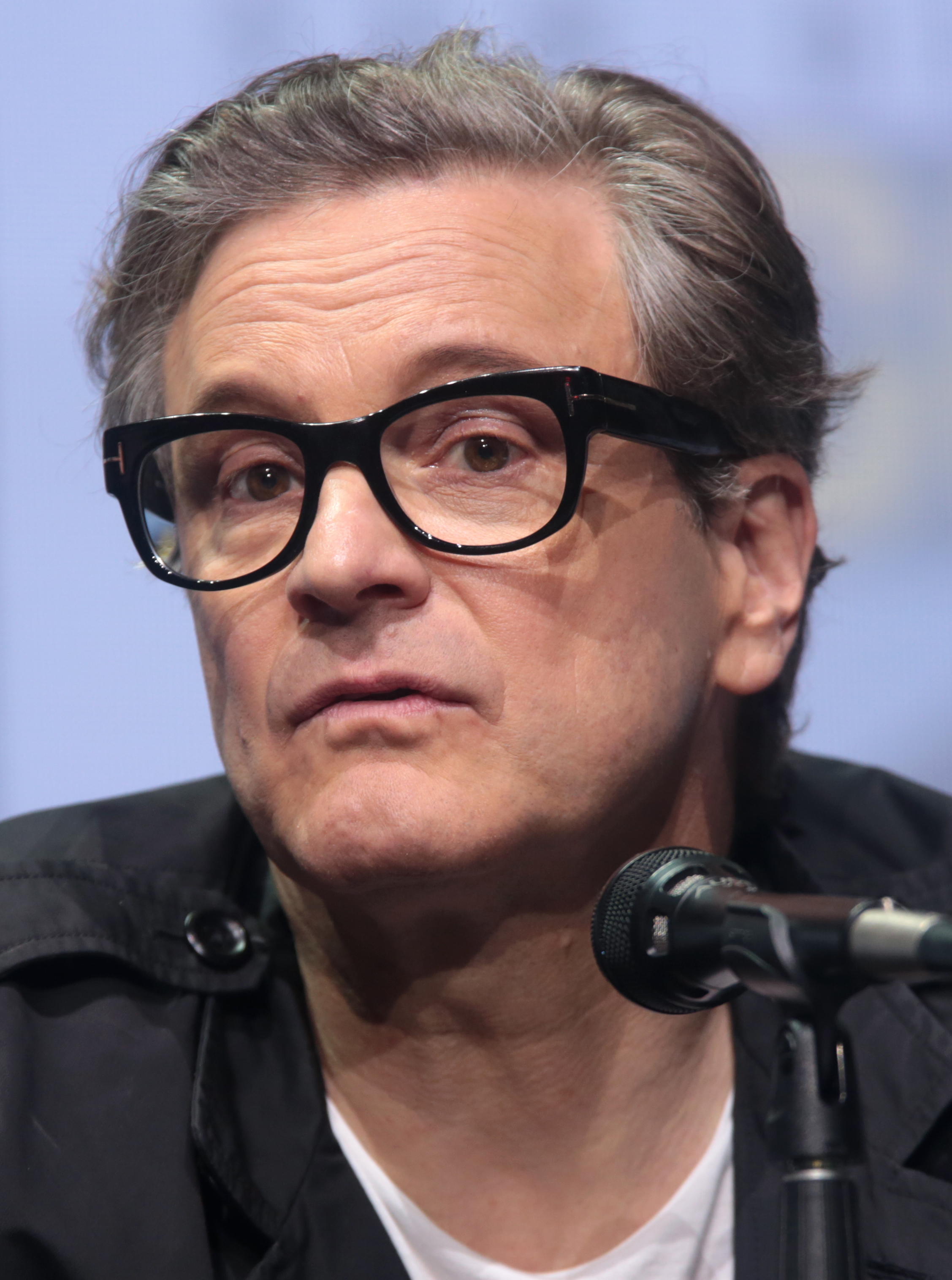
Colin Firth (* 1960)

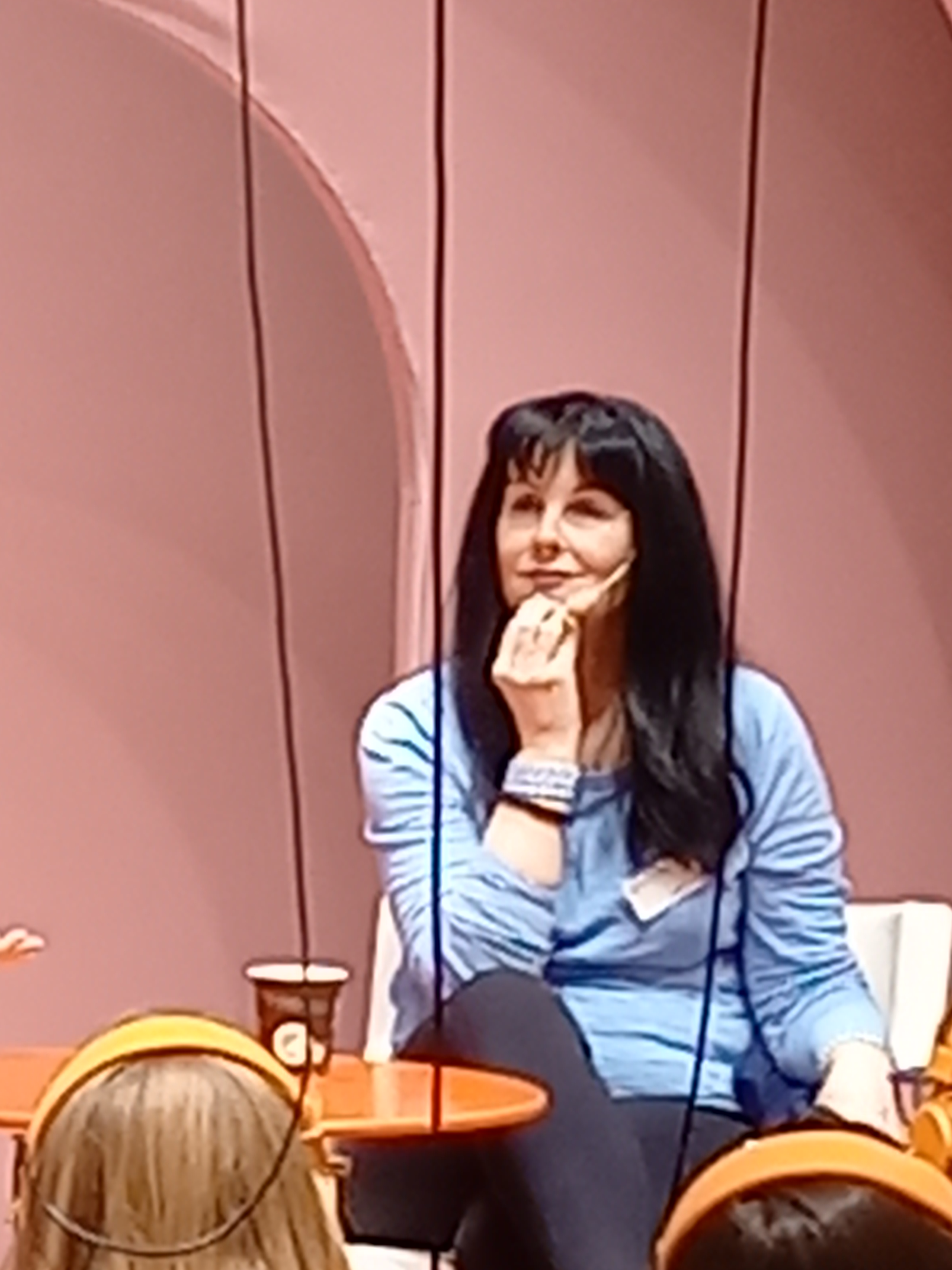
Marian Keyes (* 1963)

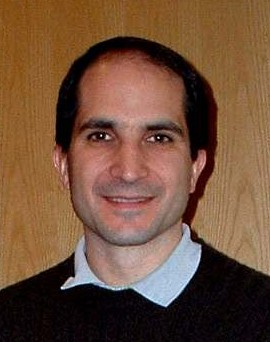
Juan Maldacena (* 1968)

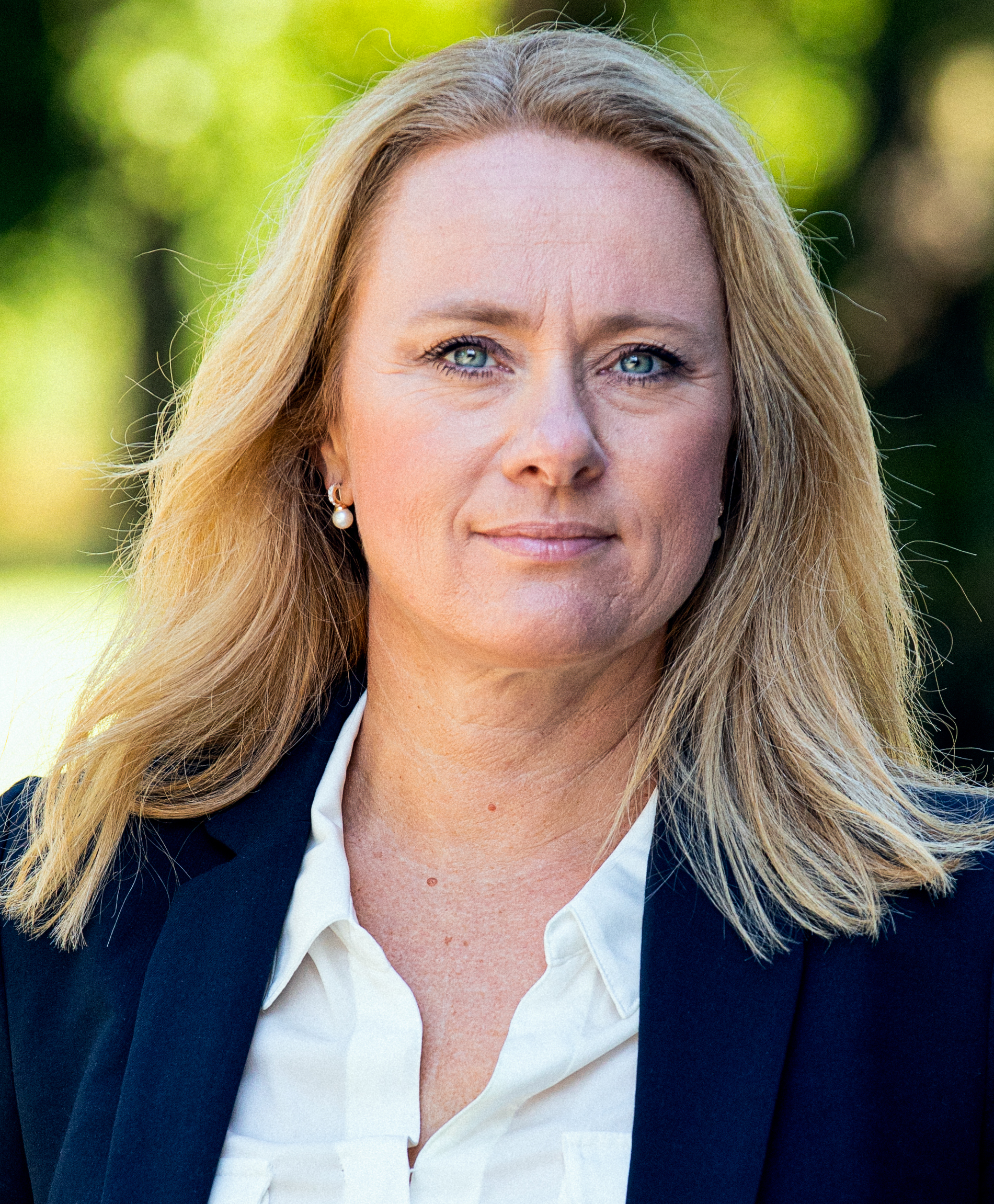
Anniken Hauglie (* 1972)

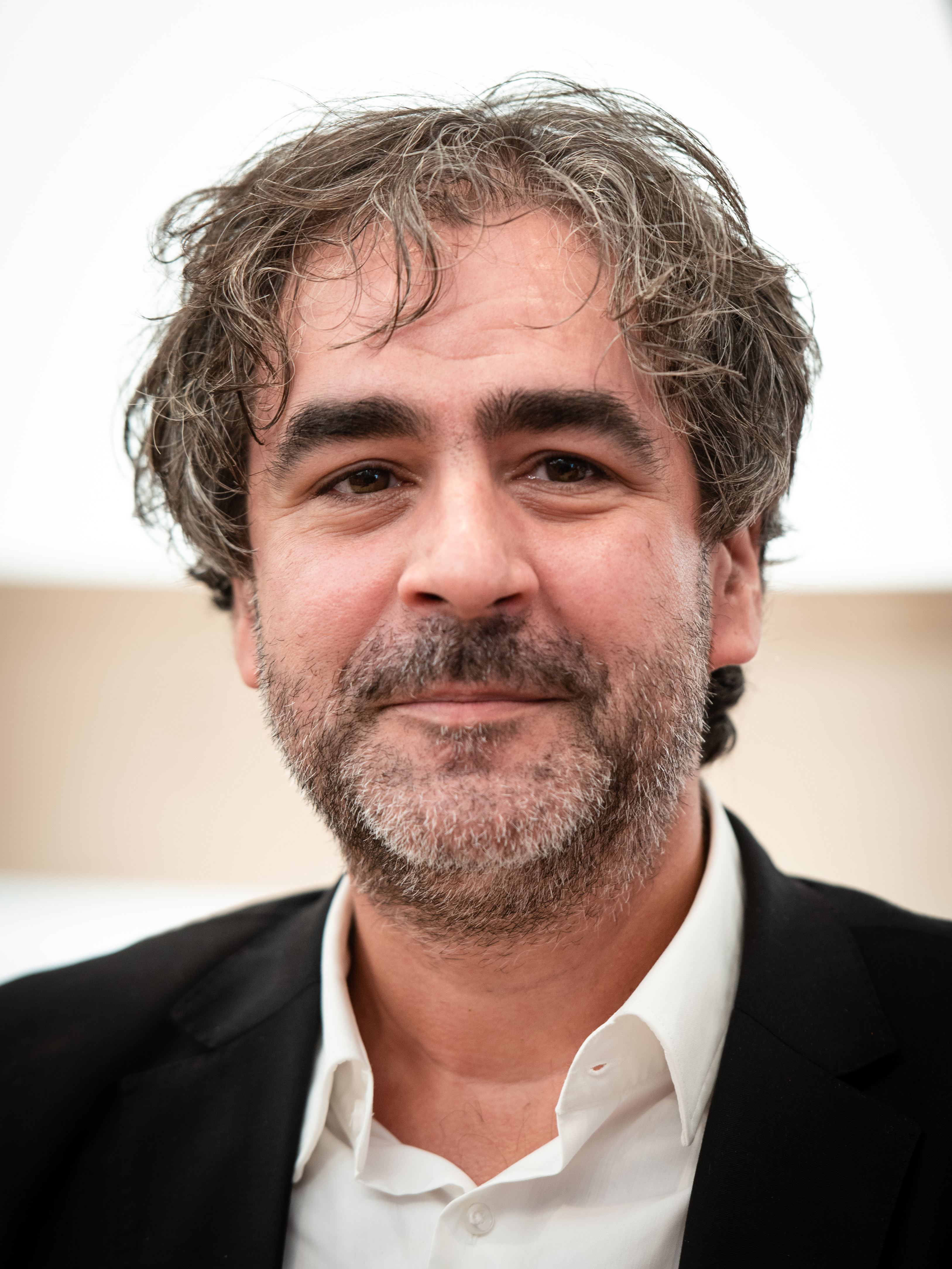
Deniz Yücel (* 1973)

- 1956: Sabine Mandak, österreichische Politikerin
- 1956: Naydi Nazario, puerto-ricanische Leichtathletin
- 1956: Nikolaus Pfanner, deutscher Mediziner, Biochemiker und Zellbiologe
- 1957: Matthias Brenner, deutscher Schauspieler, Regisseur, Autor und Intendant
- 1957: Andreï Makine, französischer Schriftsteller
- 1957: Karsten Petersohn, deutscher Fußballspieler und -trainer
- 1958: Dirk Abel, deutscher Maschinenbauingenieur
- 1958: Chris Columbus, US-amerikanischer Regisseur, Produzent und Drehbuchautor
- 1958: Elke Kruse, deutsche Schlagzeugerin
- 1958: Gerd Truntschka, deutscher Eishockeyspieler
- 1958: Gottfried Küssel, österreichischer Rechtsextremist und Holocaustleugner
- 1958: Wolfgang M. Heckl, deutscher Biophysiker
- 1959: Lutz Hachmeister, deutscher Hochschullehrer, Sachbuchautor und Filmproduzent
- 1959: Tim Knight, englischer Komponist, Chorleiter und Musikpädagoge
- 1959: Szabolcs Pásztor, ungarischer Fechter
- 1959: Sylke Zimpel, deutsche Komponistin, Chorleiterin und Dozentin
- 1960: Bodo Schäfer, deutscher Motivationstrainer und Autor
- 1960: Colin Firth, britischer Schauspieler
- 1960: Jang Yun-chang, südkoreanischer Volleyballspieler
- 1960: Harald Krassnitzer, österreichischer Schauspieler
- 1960: Isabelle Musset, französische Fußballspielerin
- 1960: Ralf Schmidt, deutscher Produzent, Sänger und Produzent
- 1960: Lou Richter, deutscher Moderator und Comedian
- 1961: Andrzej Dera, polnischer Jurist und Politiker, Mitglied des Sejm
- 1961: Jörg Freimuth, deutscher Leichtathlet, Olympiamedaillengewinner
- 1963: Marian Keyes, irische Autorin
- 1963: Randy Johnson, US-amerikanischer Baseballspieler
- 1965: Ulf Ansorge, deutscher Fernseh- und Radiomoderator, Sprecher und Journalist
- 1965: Michael Lang, deutscher Politiker
- 1965: Mona Mahmudnizhad, iranische Bahai
- 1966: Stojan Jankulow, bulgarischer Jazz-, World- und Rockperkussionist
- 1966: Aris Kalaizis, deutsch-griechischer Maler
- 1967: Andreas Heraf, österreichischer Fußballspieler
- 1967: Tom Kreß, deutscher Schauspieler
- 1967: Nina Repeta, US-amerikanische Schauspielerin
- 1968: Amparo Acker-Palmer, spanische Neurobiologin
- 1968: Andreas Herzog, österreichischer Fußballspieler
- 1968: Big Daddy Kane, US-amerikanischer Rapper
- 1968: Guy Ritchie, britischer Regisseur
- 1968: Juan Maldacena, argentinisch-US-amerikanischer Physiker
- 1969: Torsten May, deutscher Boxer, Olympiasieger
- 1969: Mathilde ter Heijne, niederländische Künstlerin
- 1969: David Trueba, spanischer Schriftsteller und Journalist, Drehbuchautor, Schauspieler und Regisseur
- 1970: Julie Halard-Decugis, französische Tennisspielerin
- 1971ː Tomo Sakurai, japanische Seiyū
- 1971: Mario Kindelán, kubanischer Boxer
- 1972: Olivier Cotte, französischer Freestyle-Skier
- 1972: Anniken Hauglie, norwegische Politikerin
- 1972: Oliver Held, deutscher Fußballspieler
- 1972: Bente Skari, norwegische Ski-Langläuferin
- 1972: Steffen Wöller, deutscher Rennrodler
- 1973: Mark Huizinga, niederländischer Judoka
- 1973: Deniz Yücel, deutsch-türkischer Journalist
- 1974: Serena Amato, argentinische Seglerin
- 1974: Mirko Filipović, kroatischer Mixed-Martial-Arts-Sportler
- 1974: Hardy Hard, deutscher DJ
- 1974: Stefano Perugini, italienischer Motorradrennfahrer
- 1974: Ryan Phillippe, US-amerikanischer Schauspieler
- 1974: Ben Wallace, US-amerikanischer Basketballspieler
- 1975: Tord Lien, norwegischer Politiker
- 1975: Denis Pederson, kanadischer Eishockeyspieler

#### 1976–2000
- 1976: Gordon Kampe, deutscher Komponist und Hochschullehrer

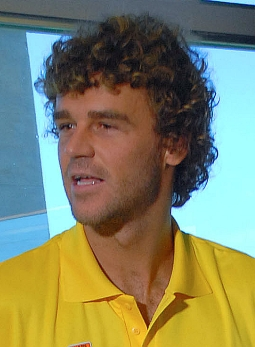
Gustavo Kuerten (* 1976)

- 1976: Gustavo Kuerten, brasilianischer Tennisspieler
- 1976: Alexander Zach, österreichischer Politiker
- 1977: Bernardo Romeo, argentinischer Fußballspieler
- 1978: Aferdita Podvorica, albanische Fußballspielerin
- 1978: Ramūnas Šiškauskas, litauischer Basketballspieler
- 1980: Markus Daun, deutscher Fußballspieler
- 1980: Timothy Goebel, US-amerikanischer Eiskunstläufer
- 1980ː Raema Lisa Rumbewas, indonesische Gewichtheberin
- 1980: Manuel Schmitt, deutscher Regisseur, Drehbuchautor, Programmierer, Spieleentwickler und Let’s Player (SgtRumpel)
- 1980: Halime Yıldız, türkische Badmintonspielerin
- 1981: Ilka Arndt, deutsche Handballspielerin
- 1981: Marco Chiudinelli, Schweizer Tennisspieler
- 1982: Lay Low, isländische Künstlerin und Sängerin
- 1982: Naldo, brasilianischer Fußballspieler
- 1982: Misty Copeland, US-amerikanische Tänzerin
- 1983: Hans Abraham, deutscher Badmintonspieler
- 1983: Jérémy Toulalan, französischer Fußballspieler
- 1983ː Zahara, spanische Komponistin und Sängerin
- 1984: Thomas Dold, deutscher Leichtathlet und Extremsportler
- 1984: Lukáš Hlava, tschechischer Skispringer

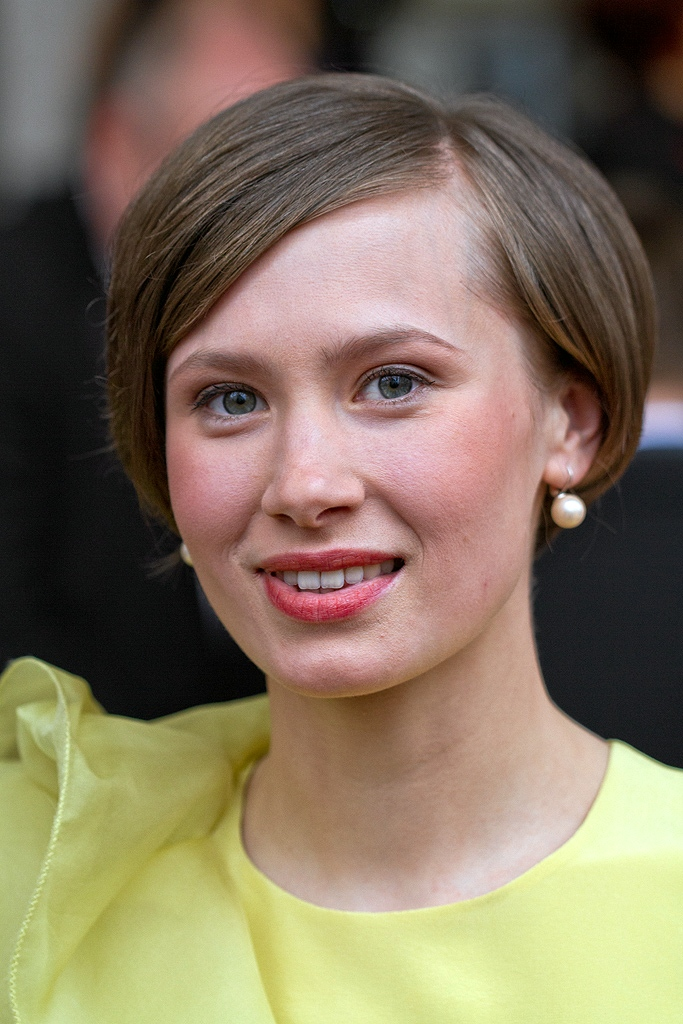
Alina Levshin (* 1984)

- 1984: Alina Levshin, deutsche Schauspielerin
- 1985: David Clarkson, schottischer Fußballspieler
- 1986: Ariane Pejkovic, Schweizer Handballspielerin
- 1986: Ashley Monroe, US-amerikanische Country-Sängerin und -Songschreiberin
- 1988: Boris Sergejewitsch Kolzow, russischer Dartspieler
- 1988: Jordan Staal, kanadischer Eishockeyspieler
- 1989: Mohammed Assaf, palästinensischer UN-Sonderbotschafter
- 1991: Hannah Hodson, US-amerikanische Schauspielerin
- 1992: Muhamed Bešić, bosnisch-herzegowinischer Fußballspieler
- 1992: Haley Ishimatsu, US-amerikanische Wasserspringerin
- 1993: Sam Kerr, australische Fußballspielerin
- 1993: Breshad Perriman, US-amerikanischer American-Football-Spieler
- 1993: Ruggero Pasquarelli, italienischer Sänger, Schauspieler und Moderator
- 1994: Liu Yang, chinesischer Turner
- 1994: Mario Revolori, US-amerikanischer Schauspieler, Drehbuchautor
- 1995: Arda Arslan, türkischer Fußballspieler
- 1995: Sophie Karbjinski, deutsche Schauspielerin
- 1999: Antonios Papadopoulos, deutsch-griechischer Fußballspieler

## Gestorben

### Vor dem 16. Jahrhundert
- 0210 v. Chr.: Qin Shihuangdi, erster Kaiser von China
- 0169: Annius Verus Caesar, Sohn und designierter Thronerbe des römischen Kaisers Mark Aurel
- 0670: Theodard, Bischof von Maastricht
- 0918: Balduin II., Graf und Markgraf von Flandern
- 0954: Ludwig IV., König des Westfrankenreichs
- 1056: Dietrich I. von Katlenburg, Graf im Lies- und Rittigau

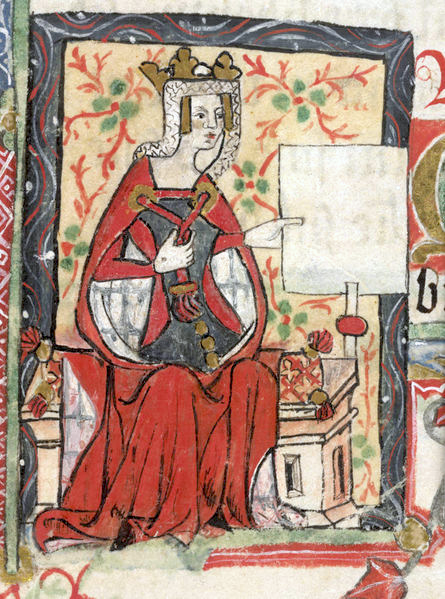
Matilda († 1167)

- 1056: Wilhelm, Graf von Haldensleben und Markgraf der Nordmark
- 1122: al-Hariri, arabischer Dichter und Grammatiker
- 1131: Mahmud II., Seldschuken-Sultan
- 1167: Matilda, Gemahlin des deutschen Kaisers Heinrich V.
- 1197: Heinrich II., Graf der Champagne und König von Jerusalem
- 1217: William de Redvers, 5. Earl of Devon, englischer Adeliger
- 1279: Robert Kilwardby, Erzbischof von Canterbury
- 1281: Johann II., Markgraf von Brandenburg
- 1305: Nikolaus von Tolentino, italienischer Mönch und Prediger
- 1308: Go-Nijō, 94. Kaiser von Japan
- 1334: Durandus von St. Pourçain, Bischof vom Limoux
- 1339: Heinrich, Abt des Benediktinerklosters in Münsterschwarzach
- 1382: Ludwig I., König von Ungarn und Polen
- 1419: Johann Ohnefurcht, Herzog von Burgund
- 1439: Konrad V., Herzog von Oels, Cosel, Steinau und halb Beuthen
- 1479: Jacopo Ammannati Piccolomini, italienischer Bischof und Kardinal
- 1482: Federico da Montefeltro, italienischer Condottiere, Herzog und Kunstmäzen

### 16. bis 18. Jahrhundert
- 1504: Philibert II., Herzog von Savoyen
- 1512: Heinrich Castorp, Lübecker Bürgermeister
- 1529: Erhard von Queis, Bischof von Pomesanien
- 1544: Girolamo da Treviso, italienischer Maler und Bildhauer
- 1547: Robert Douglas of Lochleven, schottischer Ritter
- 1547: Pier Luigi II. Farnese, außereheliche Sohn von Papst Paul III. sowie Herzog von Parma, Piacenza und Castro

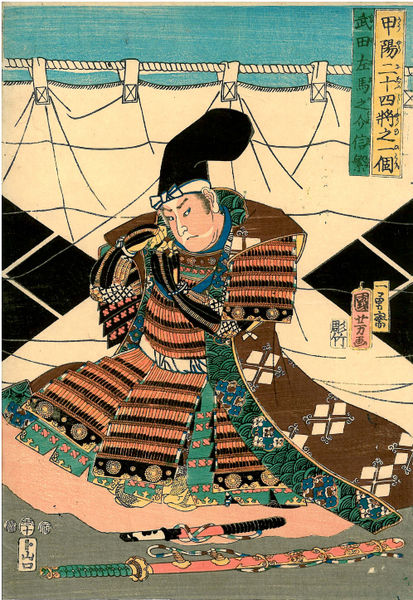
Takeda Nobushige († 1561)

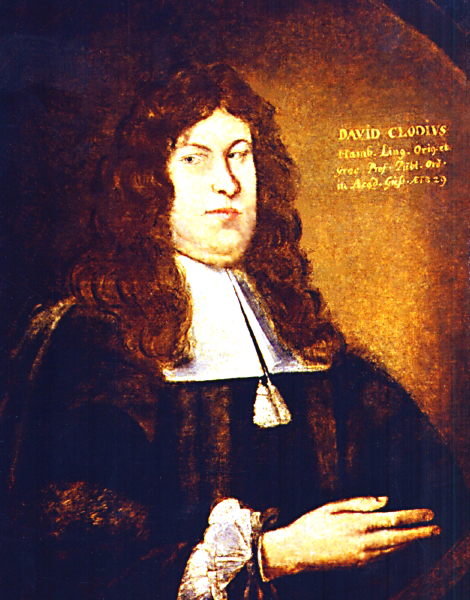
David Clodius († 1687)

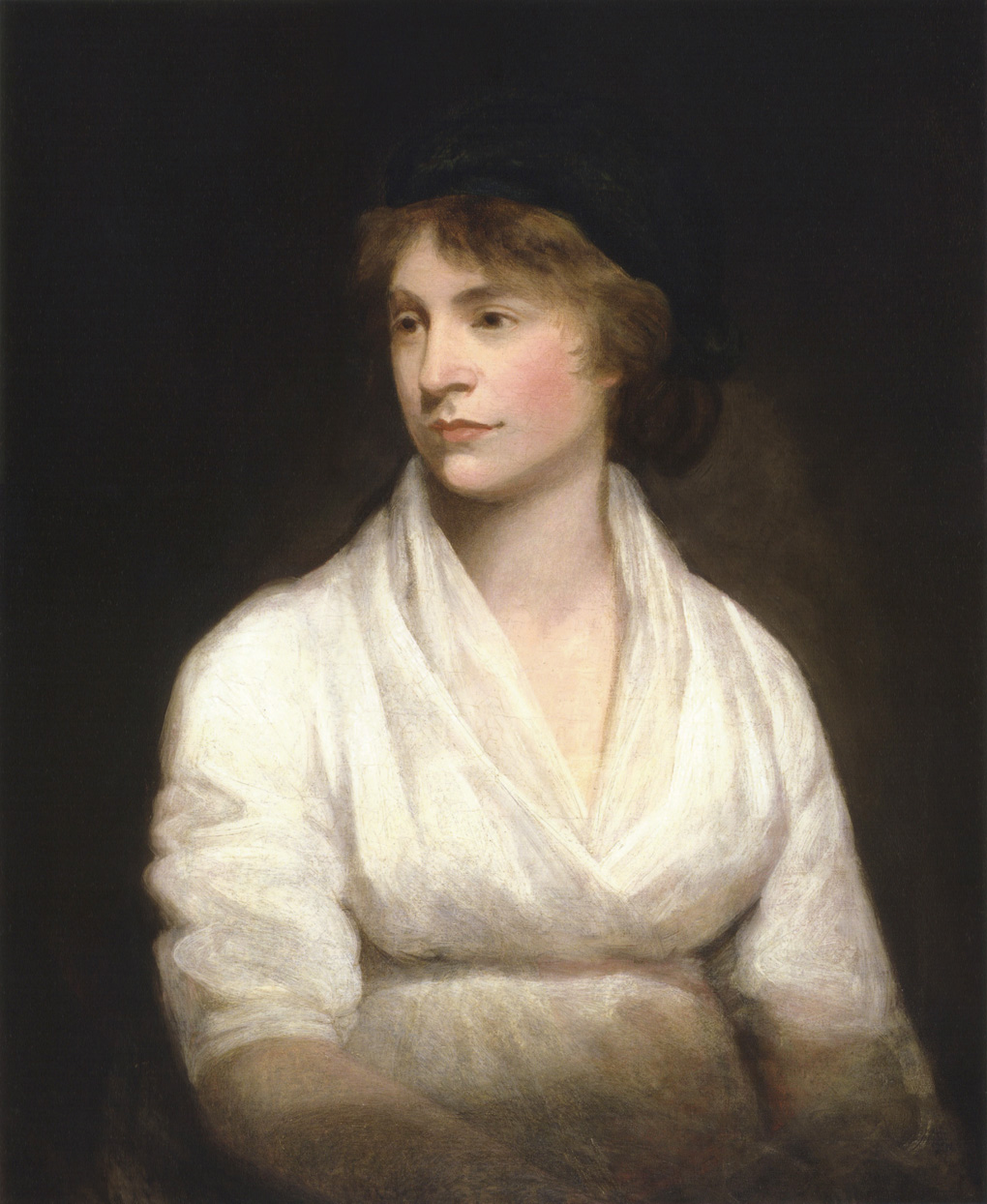
Mary Wollstonecraft († 1797)

- 1561: Takeda Nobushige, japanischer General
- 1578: Pierre Lescot, französischer Architekt
- 1586: Hans Walther, deutscher Bildhauer und Bürgermeister von Dresden
- 1624: Peter Finxius, deutscher Mediziner
- 1629: Martin Blochwitz, deutscher Mediziner
- 1657: Dietrich von Velen, Drost des Emslandes und Gründer von Papenburg
- 1666: Christian Günther II., Fürst von Schwarzburg-Sondershausen zu Arnstadt
- 1669: Henrietta Maria von Frankreich, Gattin des englischen Königs Karl I.
- 1674: Hermann Egon von Fürstenberg-Heiligenberg, Oberhofmeister, Kämmerer, Geheimrat und Hofmarschall des bayrischen Kurfürsten Ferdinand Maria
- 1676: Gerrard Winstanley, englischer protestantischer Reformer und politischer Aktivist
- 1682: Friedrich von Jena, deutscher Rechtswissenschaftler, Diplomat und Staatsmann
- 1687: David Clodius, deutscher Orientalist und evangelischer Theologe
- 1689: Johannes de Spina, deutscher Rechtswissenschaftler
- 1691: Erich Mauritius, deutscher Rechtswissenschaftler
- 1708: José Sarmiento Valladares, spanischer Kolonialbeamter und Vizekönig von Neuspanien
- 1712: Martin von Cochem, deutscher Priester, Kapuziner, Volksmissionar und Autor
- 1730: Johann Caspar von Völcker, deutscher Ingenieur, Architekt, Braunschweiger Festungsbaudirektor und Generalmajor
- 1746: Maximilian Ulrich von Kaunitz, kaiserlicher Diplomat und Landeshauptmann von Mähren
- 1749: Émilie du Châtelet, französische Mathematikerin, Physikerin, Philosophin, Übersetzerin und Salonière
- 1750: Johann Gottlob Weidler, deutscher Rechtswissenschaftler
- 1756: Filippo Balatri, italienischer Sänger, Kastrat und Mönch
- 1759: Johann Martin Chladni, deutscher evangelischer Theologe und Historiker
- 1770: Christian Friedrich Goedeking, deutscher Beamter
- 1774: Léopold-Charles de Choiseul-Stainville, Erzbischof von Albi und Erzbischof von Cambrai
- 1775ː Ebba Margaretha De la Gardie, schwedische Gräfin
- 1777: Wilhelm zu Schaumburg-Lippe, deutscher Heerführer und Militärtheoretiker
- 1797: Mary Wollstonecraft, britische Schriftstellerin und Frauenrechtlerin
- 1800: Nicolaus Anton Johann Kirchhof, deutscher Kaufmann, Politiker und Gelehrter
- 1800: Johann Christoph von Woellner, preußischer Staatsmann

### 19. Jahrhundert
- 1805: Johann Friedrich Burscher, deutscher lutherischer Theologe

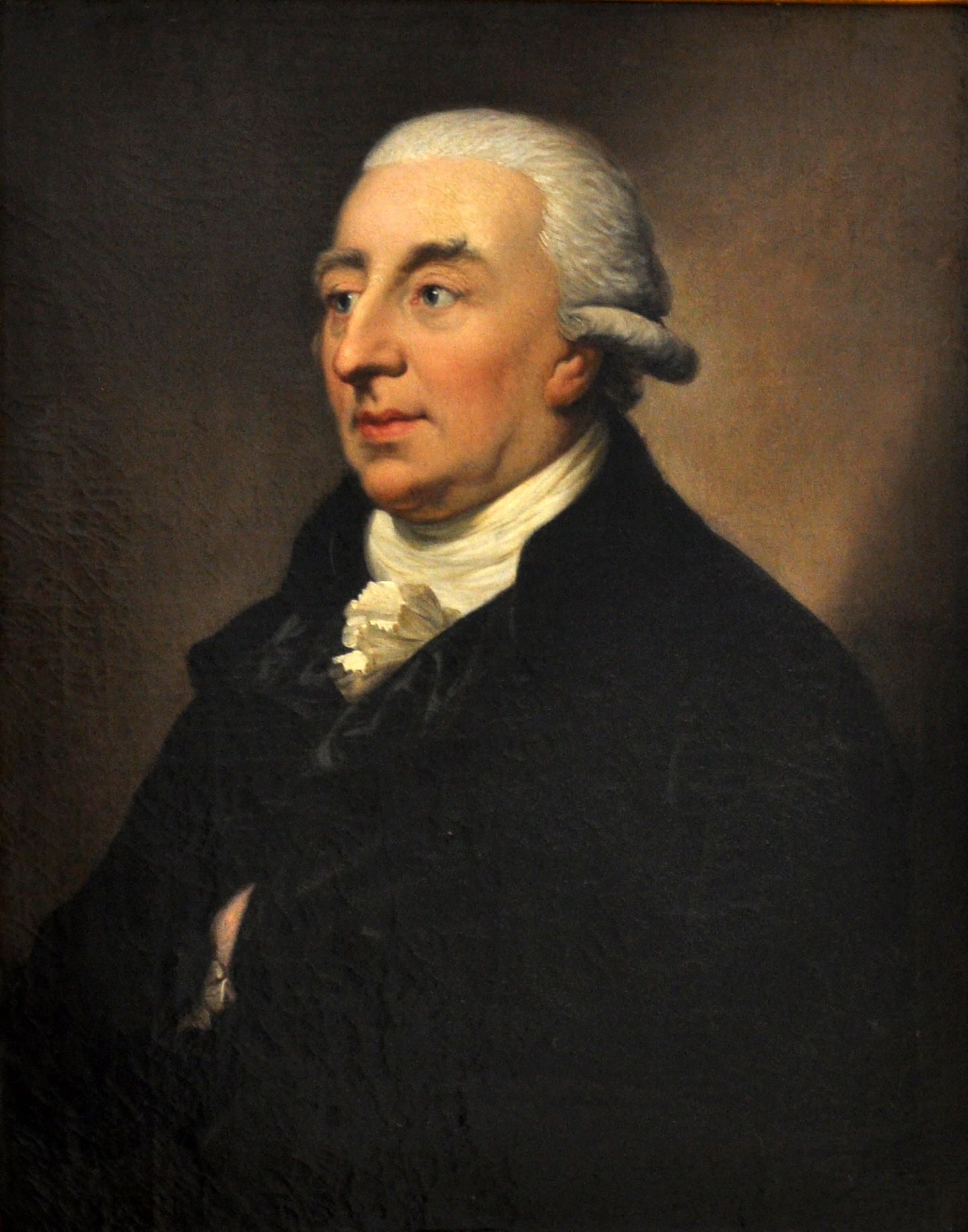
Johann Christoph Adelung († 1806)

- 1806: Johann Christoph Adelung, deutscher Bibliothekar und Sprachforscher
- 1806: Johann Anton Leisewitz, deutscher Schriftsteller und Jurist
- 1821: Johann Dominik Fiorillo, deutscher Maler und Kunsthistoriker
- 1827: Ugo Foscolo, italienischer Dichter
- 1828: Antoine-François Andréossy, französischer General und Staatsmann
- 1848: August Tischbein, deutscher Maler und Lithograph
- 1859: Thomas Nuttall, britischer Botaniker und Zoologe
- 1862: Carlos Antonio López, Präsident von Paraguay
- 1863: Franz Abart, Südtiroler Bildhauer
- 1864: Leopold Volkmar, deutscher Jurist und Historiker
- 1866: Hermann Mayer Salomon Goldschmidt, deutsch-französischer Astronom und Maler

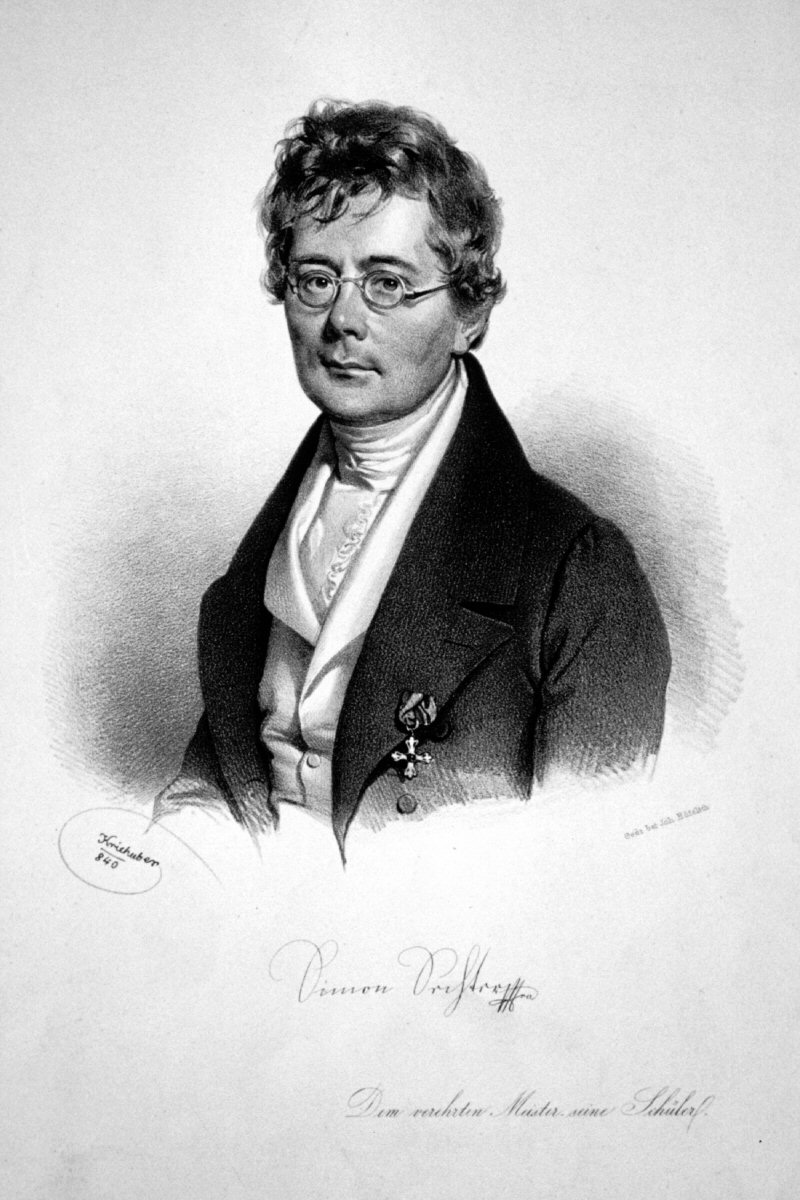
Simon Sechter († 1867)

- 1867: Simon Sechter, österreichischer Musiktheoretiker, Dirigent und Komponist
- 1878: Johann Jakob Nater der Jüngere, Schweizer Organist und Hochschullehrer
- 1882: Edmond Membrée, französischer Komponist
- 1884: George Bentham, britischer Botaniker
- 1886: Paul Soleillet, französischer Afrikareisender
- 1887: Ludwig Heinrich Grote, deutscher Theologe und Publizist (Welfenpastor)
- 1887ː Louise Söltel, deutsche Theaterschauspielerin und Übersetzerin
- 1889: Charles III., Fürst von Monaco
- 1889: Rudolf Voltolini, deutscher Mediziner und HNO-Arzt
- 1891: Aloys von Arco-Stepperg, deutscher Gutsbesitzer, Offizier und Politiker
- 1898: Elisabeth, Kaiserin von Österreich und Königin von Ungarn

### 20. Jahrhundert

#### 1901–1950
- 1914: Robert Lucius von Ballhausen, deutscher Politiker
- 1915: Paul Wendland, deutscher Altphilologe

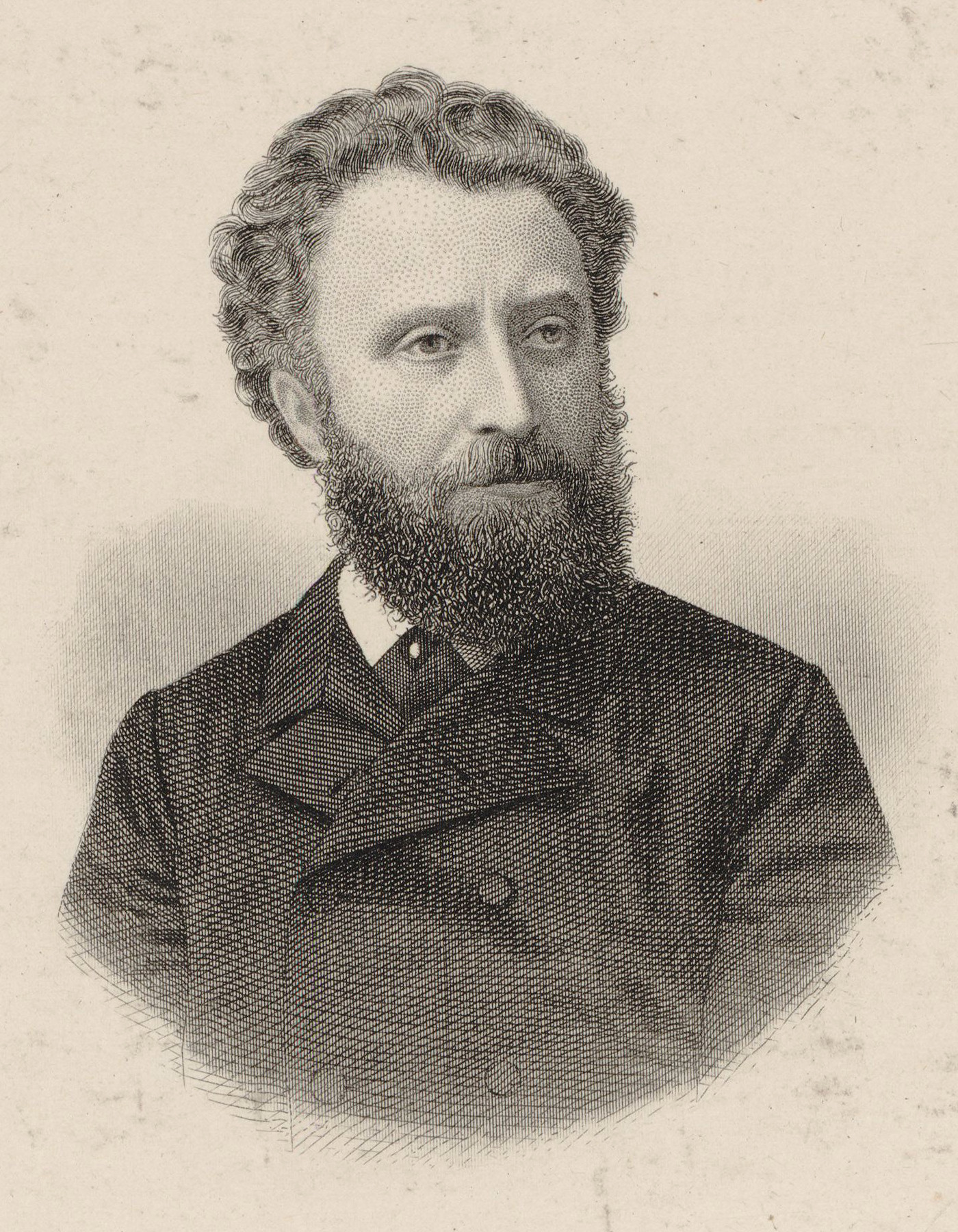
Friedrich Gernheim († 1916)

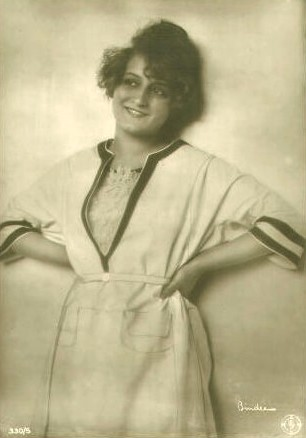
Eva May († 1924)

- 1916: Jules-Alexandre-Léon Bouissière, französischer Geistlicher und römisch-katholischer Bischof von Constantine-Hippone
- 1916: Friedrich Gernsheim, deutscher Pianist, Dirigent und Komponist der Spätromantik
- 1918: Carl Peters, deutscher Politiker, Publizist, Kolonialist und Afrikaforscher
- 1922: Árpád Szendy, ungarischer Komponist
- 1923: Volkmar von Arnim, deutscher Marineoffizier
- 1924ː Eva May, österreichische Stummfilmschauspielerin
- 1923: Håkon Løken, norwegischer Jurist, Journalist und Politiker
- 1926: Jérôme Marcadanti, französischer Automobilrennfahrer
- 1930: Eugen Diederichs, deutscher Verleger
- 1931: Salvatore Maranzano, italienischer Mafioso in den Vereinigten Staaten
- 1932: Franz Liftl, österreichischer Musiker und Komponist
- 1933: Baconin Borzacchini, italienischer Automobilrennfahrer
- 1933: Giuseppe Campari, italienischer Automobilrennfahrer
- 1935: Huey Long, US-amerikanischer Politiker
- 1938: Johannes Angern, preußischer Generalmajor

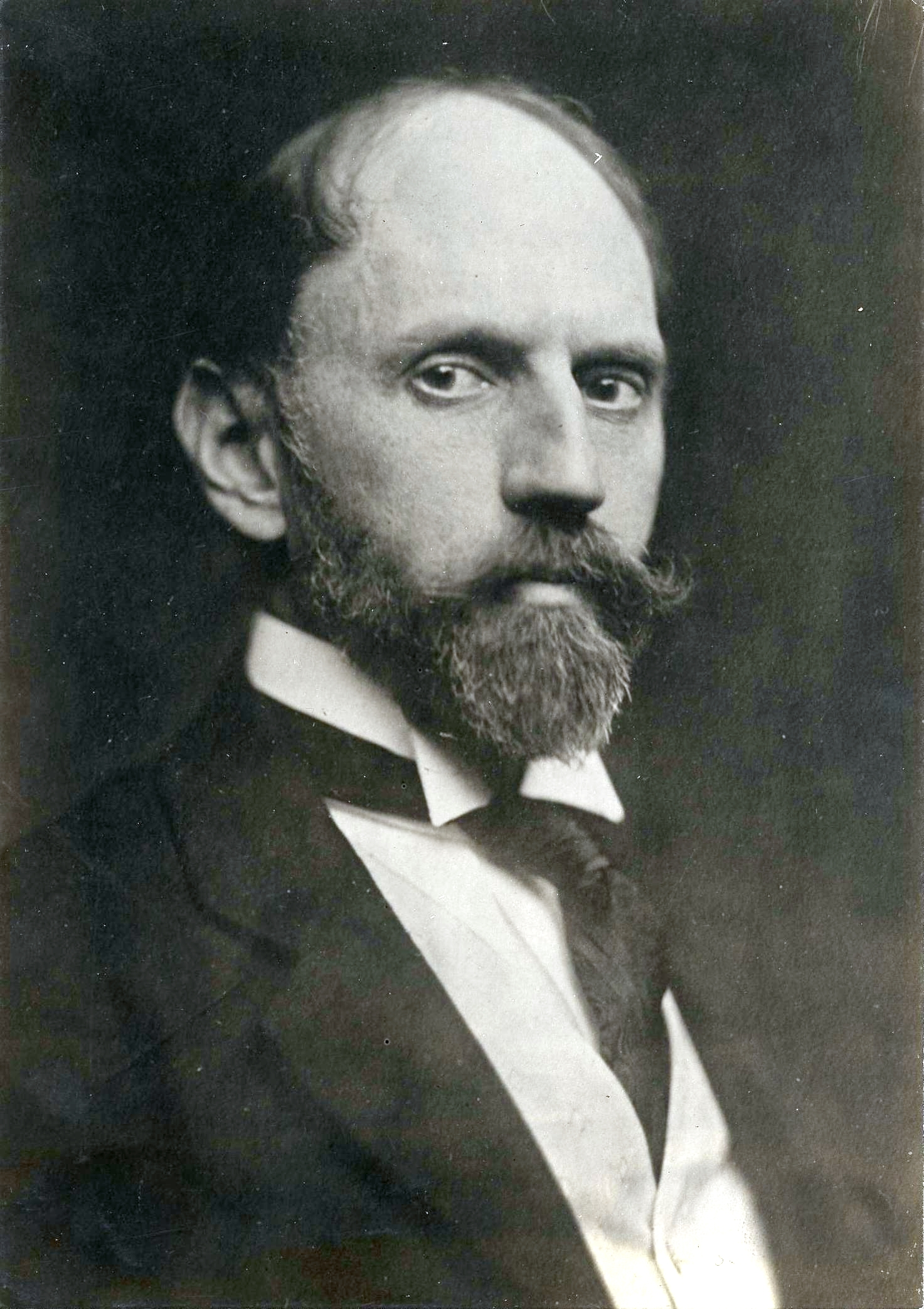
Frederick Judd Waugh († 1940)

- 1940: Frederick Judd Waugh, US-amerikanischer Maler, Illustrator und Autor
- 1941: Harald Viggo Hansteen, norwegischer Jurist, Gewerkschafter und Politiker
- 1941: Fritz Noether, deutscher Mathematiker
- 1942: Oluf Krag, dänischer Innenminister
- 1943ː Herta Mannheimer, deutsche Kommunalpolitikerin und Holocaustopfer
- 1944: Danail Kraptschew, bulgarischer Journalist und Publizist
- 1945: Väinö Raitio, finnischer Komponist
- 1945: Hugo Steiner-Prag, deutsch-österreichischer Illustrator, Buchgestalter und Pädagoge
- 1947: Adachi Hatazō, japanischer General
- 1948: Ferdinand I., König von Bulgarien
- 1950: Piet Valkenburg, niederländischer Fußballspieler
- 1950: Raymond Sommer, französischer Automobilrennfahrer

#### 1951–2000
- 1954: Peter Anders, Sänger an den Staatsopern München, Berlin, Hamburg
- 1956: Homer S. Cummings, US-amerikanischer Politiker
- 1959: Ramón Fonst, kubanischer Fechter
- 1960: Kiem Pauli, deutscher Musikant und Volksliedsammler

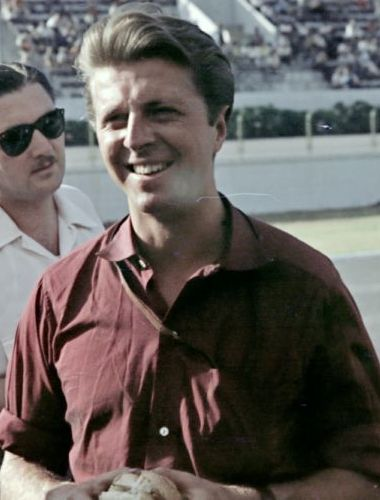
Wolfgang Graf Berghe von Trips († 1961)

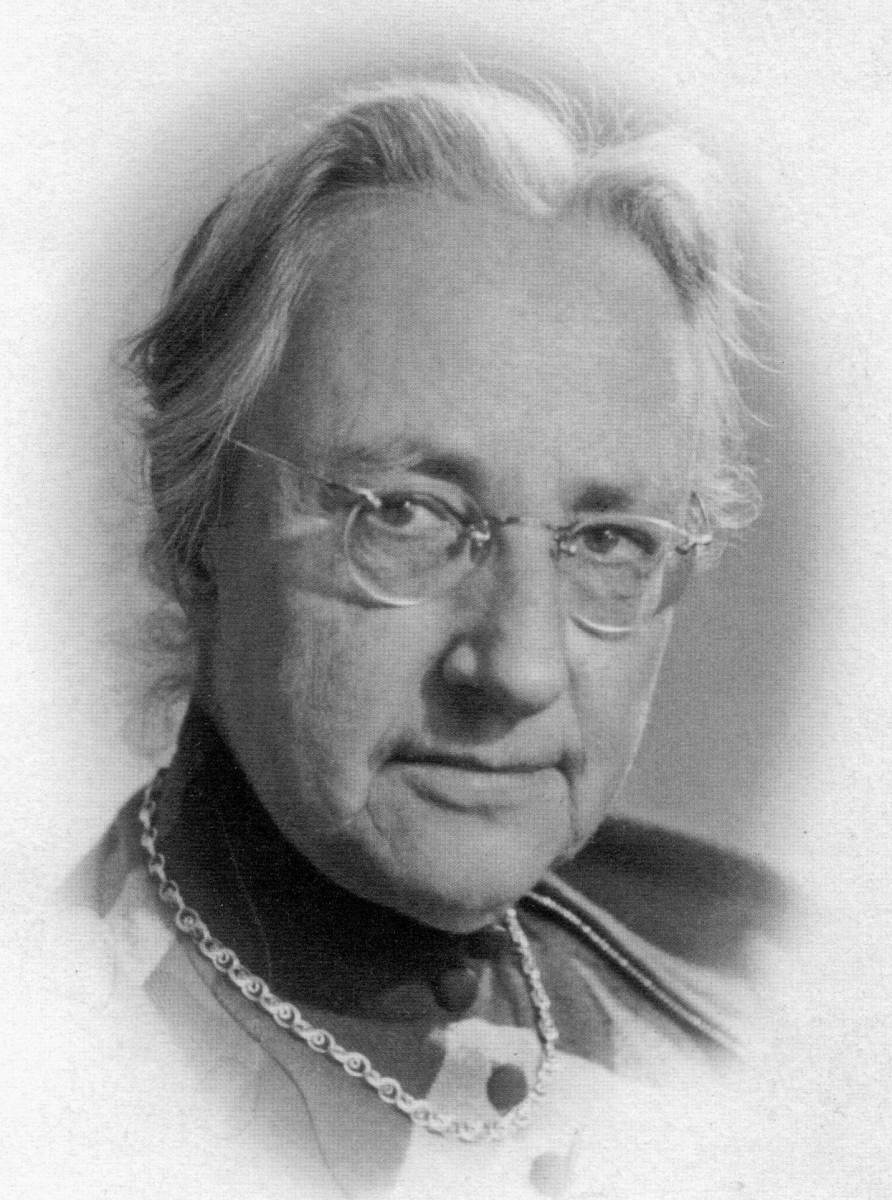
Elisabeth Schmitz († 1977)

- 1961: Wolfgang Graf Berghe von Trips, deutscher Automobilrennfahrer
- 1963: Honorio Siccardi, argentinischer Komponist
- 1964: Ferdinand Andergassen, österreichischer Komponist und Kirchenmusiker
- 1966: Emil Julius Gumbel, deutsch-jüdischer Mathematiker und politischer Publizist
- 1968: Alfred Auersperg, österreichischer Psychiater
- 1968: Erna Mohr, deutsche Zoologin, Kustos des Zoologischen Staatsinstituts und Museums Hamburg, Lehrerin
- 1971: Pier Angeli, italienische Schauspielerin
- 1973: Allan Gray, österreichisch-britischer Komponist
- 1975: George Paget Thomson, englischer Physiker
- 1976: Betty Mitchell, kanadische Theaterleiterin und Regisseurin
- 1976: Dalton Trumbo, US-amerikanischer Schriftsteller und Filmregisseur
- 1977: Elisabeth Schmitz, deutsche evangelische Theologin und Widerstandskämpferin
- 1978: Zita Zehner, deutsche Politikerin
- 1979: Stanislaw Ljudkewytsch, ukrainischer Komponist
- 1982ː Lucy Qinnuayuak, kanadische Inuit-Künstlerin
- 1983: Balthazar Johannes Vorster, südafrikanischer Politiker, Staatspräsident von Südafrika

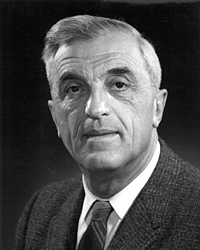
Felix Bloch († 1983)

- 1983: Felix Bloch, schweizerisch-US-amerikanischer Physiker
- 1984: Georges de Beauregard, französischer Filmproduzent
- 1985: Alexa Kenin, US-amerikanische Schauspielerin
- 1985: Ernst Öpik, aus Estland stammender Astronom
- 1985: Jock Stein, schottischer Fußballtrainer
- 1986: Pepper Adams, US-amerikanischer Baritonsaxophonist
- 1986: Eugen Braun, österreichischer Fußballschiedsrichter
- 1986: Olof Jägerskiöld, schwedischer Historiker
- 1986: Hans A. Traber, Schweizer Naturforscher und TV-Moderator
- 1989: Dutch Elston, US-amerikanischer American-Football-Spieler
- 1989: Karl Kollmann, österreichischer Politiker
- 1990: Pierre Barbaud, französischer Komponist
- 1991: Jack Crawford, australischer Tennisspieler
- 1991: Julius Meinl III., österreichischer Lebensmittelhändler
- 1993: Theodor Maunz, deutscher Verwaltungsrechtler
- 1994: Jewgeni Dolmatowski. sowjetischer Dichter und Liedtexter
- 1994: Charles Drake, US-amerikanischer Schauspieler
- 1994: Max Morlock, deutscher Fußballspieler
- 1996: Hans List, österreichischer Unternehmer
- 1997: Walter Ohm, deutscher Hörspiel- und Theaterregisseur
- 1999: Alfredo Kraus, spanischer Opernsänger

### 21. Jahrhundert
- 2001: Jewgenija Melnikowa, sowjetische Schauspielerin und Synchronsprecherin
- 2001: Alexei Stepanowitsch Suetin, russischer Schachmeister
- 2003: Boris Meissner, deutscher Jurist und Ostwissenschaftler
- 2003: Gerhard Weiser, deutscher Politiker, Minister in Baden-Württemberg
- 2004: Brockman Adams, US-amerikanischer Politiker
- 2005: Clarence Gatemouth Brown, US-amerikanischer Musiker

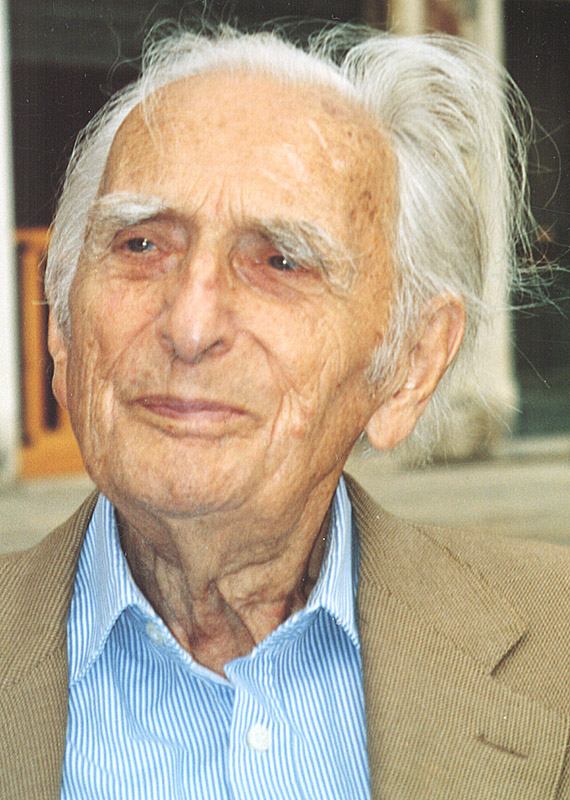
Erich Kuby († 2005)

- 2005: Erich Kuby, deutscher Journalist und Schriftsteller
- 2005: Marcel Perincioli, Schweizer Bildhauer
- 2006: Taufaʻahau Tupou IV., König des Südsee-Staates Tonga
- 2007: Rolf Reuter, deutscher Dirigent und Hochschullehrer
- 2007: Anita Roddick, britische Unternehmerin
- 2007: Jane Wyman, US-amerikanische Schauspielerin
- 2008: Robert Glasgow, US-amerikanischer Organist und Musikpädagoge
- 2008: Vernon Handley, britischer Dirigent
- 2008: Ruedi Rymann, Schweizer Jodler
- 2010: Ilsa Reinhardt, deutsche Politikerin, MdL
- 2011: Wolfram Angerbauer, deutscher Archivar
- 2011: Cliff Robertson, US-amerikanischer Schauspieler
- 2012: Tadahiro Matsushita, japanischer Politiker
- 2012: Hans Joachim Störig, deutscher Sachbuchautor und Lexikograph
- 2013: György Gurics, ungarischer Ringer
- 2013: Ibrahim Makhous, syrischer Politiker
- 2014: Günter Lüling, deutscher Theologe und Orientalist
- 2014: Ernst Wilfer, deutscher Ingenieur und Erfinder
- 2015: Adrian Frutiger, Schweizer Schriftgestalter

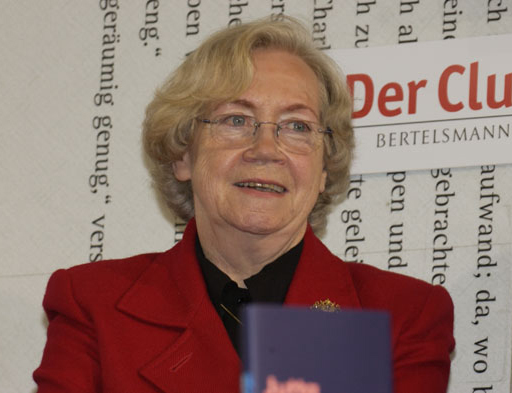
Jutta Limbach († 2016)

- 2016: Jutta Limbach, deutsche Rechtswissenschaftlerin
- 2016: Horst Linde, deutscher Architekt und Stadtplaner
- 2017ː Ulla Dydo, Autorin, Redakteurin und eine renommierte Gertrude-Stein-Expertin
- 2017: Nancy Dupree, US-amerikanische Historikerin und Archäologin
- 2017: Len Wein, US-amerikanischer Comicautor
- 2018: Johannes Geldenhuys, südafrikanischer Offizier
- 2018: Paul Virilio, französischer Philosoph und Essayist
- 2019: Daniel Johnston, US-amerikanischer Musiker und Künstler
- 2019: Lydia Pfann, deutsche Turnerin
- 2020: Franco Maria Ricci, italienischer Designer und Verleger

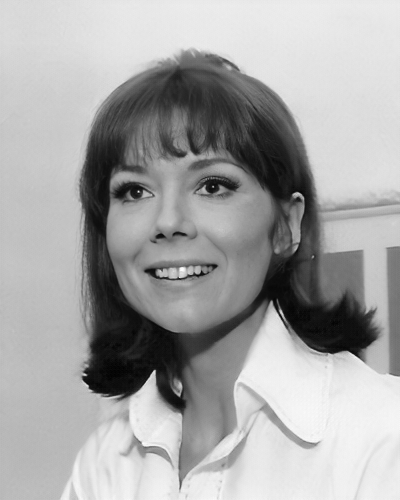
Diana Rigg († 2020)

- 2020: Diana Rigg, britische Schauspielerin
- 2020: Norbert Schultze junior, deutscher Komponist und Regisseur
- 2021: Jorge Sampaio, portugiesischer Politiker und Staatspräsident Portugals
- 2021: Erika Strößenreuther, deutsche Speerwerferin
- 2022: Menno Boelsma, niederländischer Eisschnellläufer und Shorttracker
- 2022: Richard Gradley, britischer Turner
- 2022: Braj Basi Lal, indischer Archäologe
- 2022: William Klein, US-amerikanischer Fotograf und Filmemacher
- 2022: Ambros Uchtenhagen, Schweizer Psychiater, Hochschullehrer und Suchtspezialist
- 2024ː Michaela DePrince, amerikanische Balletttänzerin, aus Sierra Leone adoptiert
- 2024ː Tina McElroy Ansa, US-amerikanische Schriftstellerin, Journalistin und Hochschullehrerin

## Feier- und Gedenktage
- Kirchliche Gedenktage
  - Leonhard Lechner, deutscher Liederdichter und Musiker (evangelisch)
  - Hl. Aubert von Avranches, französischer Bischof und Klostergründer (katholisch)
- Gedenktage internationaler Organisationen
  - Welttag der Suizidprävention (WHO (UNO))

Weitere Einträge enthält die Liste von Gedenk- und Aktionstagen.